# Kehl
Kehl ([keːl] ⓘ) ist eine Stadt im Westen Baden-Württembergs am Rhein gegenüber von Straßburg; sie ist etwa gleich weit von Karlsruhe (75 km) im Norden und Freiburg im Breisgau (80 km) im Süden entfernt. Sie ist nach der Kreisstadt Offenburg und hinter Lahr/Schwarzwald die drittgrößte Stadt des Ortenaukreises und bildet ein Mittelzentrum im Bereich des Oberzentrums Offenburg. Seit 1. Januar 1972 ist Kehl Große Kreisstadt. Als ehemaliger Brückenkopf zu den rechtsrheinischen Gebieten Frankreichs war Kehl oft Schauplatz kriegerischer Handlungen und wurde mehrfach zerstört. Die heutige Struktur der Stadt und etliche Gebäude sind vom Schaffen Friedrich Weinbrenners geprägt.

## Geographie

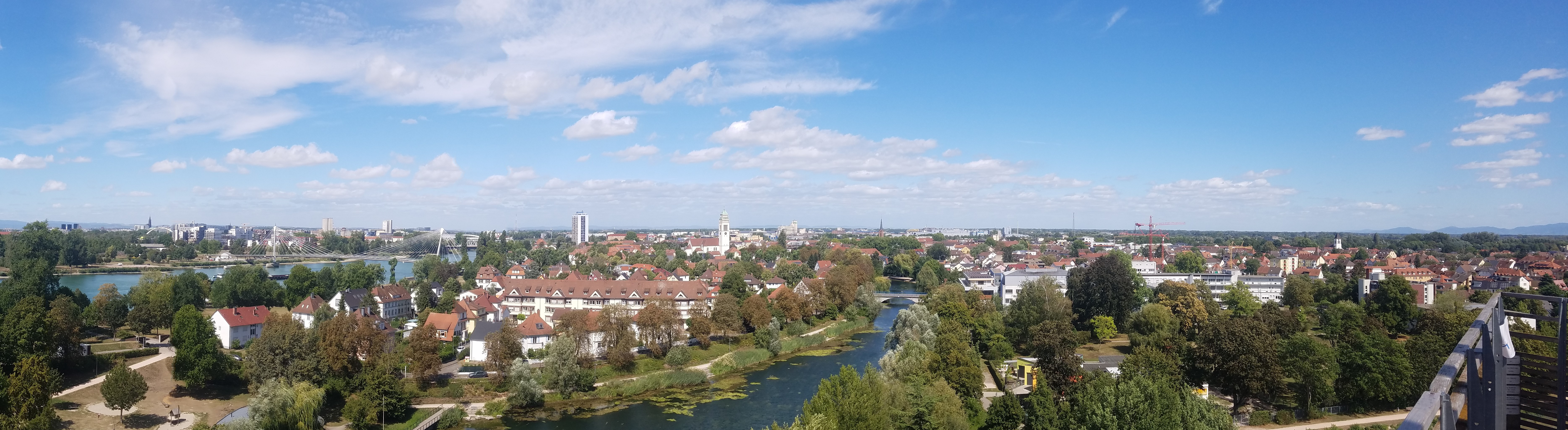
Blick auf Kehl vom Weißtannenturm (August 2020)

### Geographische Lage
Die Kernstadt Kehl liegt in der Oberrheinischen Tiefebene, rund drei Kilometer südlich der Mündung der Kinzig in den Rhein. Die Stadt hatte schon seit jeher Bedeutung als Hafenstadt. Sie liegt im früheren Überschwemmungsgebiet von Rhein, Kinzig und Schutter.

### Nachbargemeinden
Die folgenden Städte und Gemeinden grenzen an die Stadt Kehl (im Uhrzeigersinn, beginnend im Norden):
Rheinau, Appenweier, Willstätt, Offenburg, Schutterwald und Neuried (alle Ortenaukreis). Im Westen bildet der Rhein die Grenze zu Frankreich mit der Hauptstadt des Elsass, Straßburg.

### Stadtgliederung

#### Kernstadt
Im Jahr 1910 wurden die alte Stadt Kehl und das Dorf Kehl, das mit Sundheim eine Doppelgemeinde bildete, zur neuen Stadt Kehl vereinigt. Heute befindet sich auf dem Gebiet der alten Stadt die Innenstadt Kehls. Die Bezeichnung Innenstadt ist durch die Lage am nördlichen Stadtrand nicht geographisch, sondern funktional zu verstehen. So zeichnet sich die Innenstadt durch eine verdichtete, städtische Bauweise und das Zusammentreffen der Verkehrsinfrastruktur (Bahnhof, Straßenbahn) aus. Ebenso befindet sich die Fußgängerzone in der Innenstadt. In südwestlicher Richtung erstreckt sich das ehemalige Gebiet des Dorfes Kehl. Dieses zeichnet sich durch eine weniger dichte Bebauung aus, teilweise noch mit erhaltenem Dorfcharakter.
Zwischen Rhein und einem Altrheinarm, der sich in das Gebiet der Kernstadt erstreckt, liegt die Kommissionsinsel, eine als hochwertig eingestufte Wohngegend, in der sich unter anderem auch Gerichte, Behörden oder beispielsweise das Kehler Krankenhaus befinden. Seit der Landesgartenschau 2004 befindet sich am Rheinufer der Kommissionsinsel die Passerelle des Deux Rives.
Das 1910 entstandene Stadtgebiet wuchs seitdem um mehrere Wohnsiedlungen, zuerst in südwestlicher Richtung die Siedlung Kronenhof sowie in südlicher Richtung das Wohnquartier Kreuzmatt, das sich durch Geschosswohnungsbau auszeichnet. Die Kreuzmatt war während der französischen Besatzungszeit nach dem Zweiten Weltkrieg erbaut worden, um unter anderem Offizierswohnungen zu errichten. Heute ist die Kreuzmatt ein eher sozialer Brennpunkt Kehls, in dem sich auch ein Großteil des sozialen Wohnungsbaus der Stadt wiederfindet.
In der weiteren Stadtentwicklung entstand im Osten der Kernstadt die Siedlung Sölling, im Süden die Wohnquartiere Niedereich, Wolfsgrube und Kronenhof. Seit dem Jahr 2015 wird das Wohnquartier Schneeflären am südlichen Stadtrand erschlossen.

#### Sundheim
Sundheim ist seit dem Zusammenschluss von Kehl Stadt und Kehl Dorf keine eigenständige Gemeinde mehr. Sundheim grenzt in südwestlicher Richtung direkt an die restliche Stadt Kehl und besitzt heute den Charakter einer Wohnsiedlung, wie beispielsweise die angrenzende Siedlung Niedereich. Sundheim besitzt keinen eigenen Ortschaftsrat und keinen Ortsvorsteher. Über die regionalen Grenzen hinaus bekannt ist Sundheim durch das Sundheimer Huhn geworden.

#### Ortsteile
Im Rahmen der Gebietsreform der 1970er Jahre eingegliedert wurden die Gemeinden Auenheim, Bodersweier, Goldscheuer (mit Marlen und Kittersburg), Hohnhurst, Kork, Leutesheim, Neumühl, Odelshofen, Querbach und Zierolshofen. Alle diese Ortschaften haben eine eigene Ortsverwaltung.
Zu einigen Ortsteilen gehören teilweise weitere, oft auch räumlich getrennte Wohngebiete oder Wohnplätze mit eigenem Namen, die oft nur sehr wenige Einwohner haben und deren Grenzen teilweise auch nicht genau festgelegt sind. Hierzu gehören Kittersburger Mühle, Rheinwärterhaus und Wohnhaus Uhl in Goldscheuer, Auenheimer Mühle, Korker Mühle und Ziegelei in Kork sowie Honau und Leutesheimer Mühle in Leutesheim.

#### Rahmenplan Stadtkern Kehl
Im Januar 1977 veröffentlichte die Stadt Kehl in Zusammenarbeit mit der zuständigen Landesdenkmalpflege damals in Karlsruhe ihren „Rahmenplan Stadtkern Kehl“ zum Erhalt ihres Stadtbildes, niedergelegt im Maßnahmenplan im Maßstab 1:1000. Dieser Maßnahmenplan ist Grundlage der 2004 verabschiedeten und heute in der Fassung von 2020 für den Stadtkern gültigen Gestaltungssatzung der rechtsverbindlichen Bebauungspläne der Stadt Kehl.

### Raumplanung
Kehl bildet ein Mittelzentrum im Bereich des Oberzentrums Offenburg des Verbands Region Südlicher Oberrhein. Zum Mittelbereich Kehl gehören neben der Stadt Kehl auch die Stadt Rheinau und die Gemeinde Willstätt. Verflechtungen gibt es auch mit dem Raum Straßburg in Frankreich.

### Schutzgebiete
Im Stadtgebiet befinden sich drei Naturschutzgebiete (Altwasser Goldscheuer (3.197), Roßwört (3.170) und Sundheimer Grund (3.228)), drei Landschaftsschutzgebiete (Altwasser Goldscheuer (3.17.023), Roßwört (3.17.019) und Sundheimer Grund (3.17.024)), vier FFH-Gebiete (Östliches Hanauer Land (7413341), Rheinniederung von Wittenweier bis Kehl (7513341), Untere Schutter und Unditz (7513341) und Westliches Hanauer Land (7313341)) sowie sechs Vogelschutzgebiete (Gottswald (7513442), Kammbach-Niederung ((7413441)), Kinzig-Schutter-Niederung (7513441), Korker Wald (7313442), Rheinniederung Kehl - Helmlingen (7313401) und Rheinniederung Nonnenweier – Kehl (7512401)) ausgewiesen. Stand: Oktober 2018

## Geschichte der Stadt Kehl

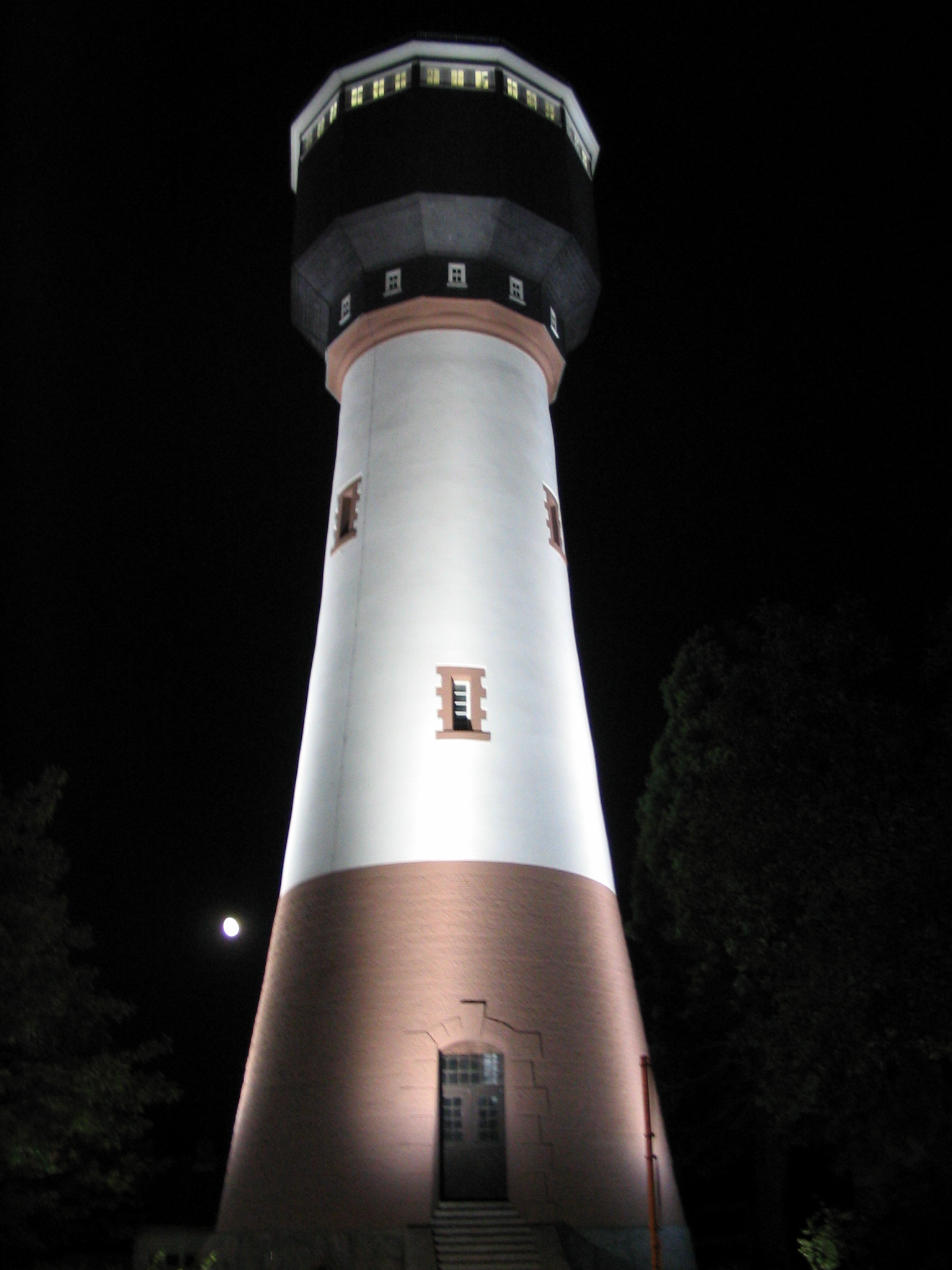
Der Kehler Wasserturm

### Gründung bis 1800

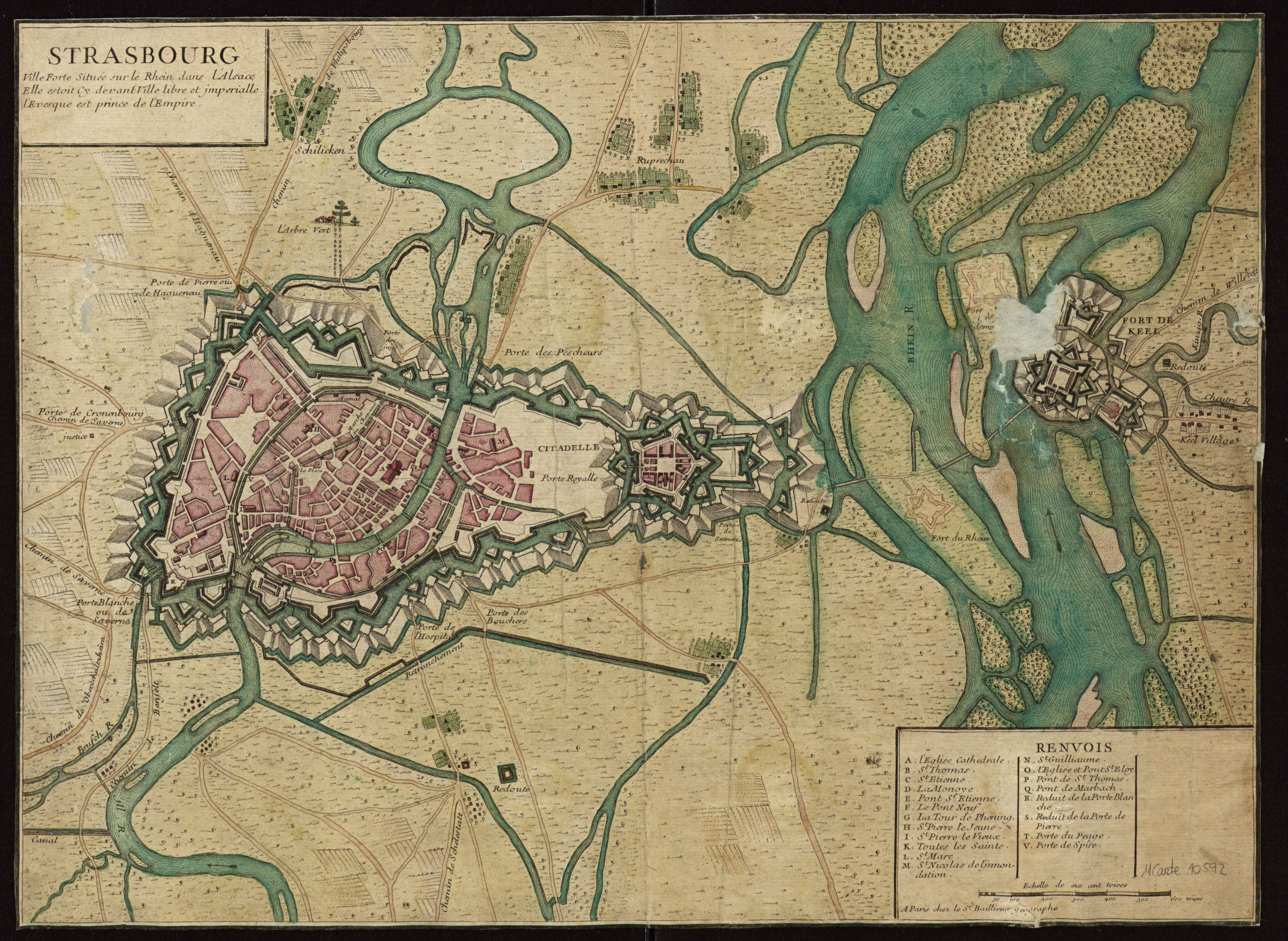
Französische Karte von 1720 der Stadt und Festung Straßburg (mit Kehl auf der anderen Rheinseite). Eindrucksvoll sichtbar sind auch die zahlreichen Altrheinarme des noch nicht kanalisierten Oberrheins.

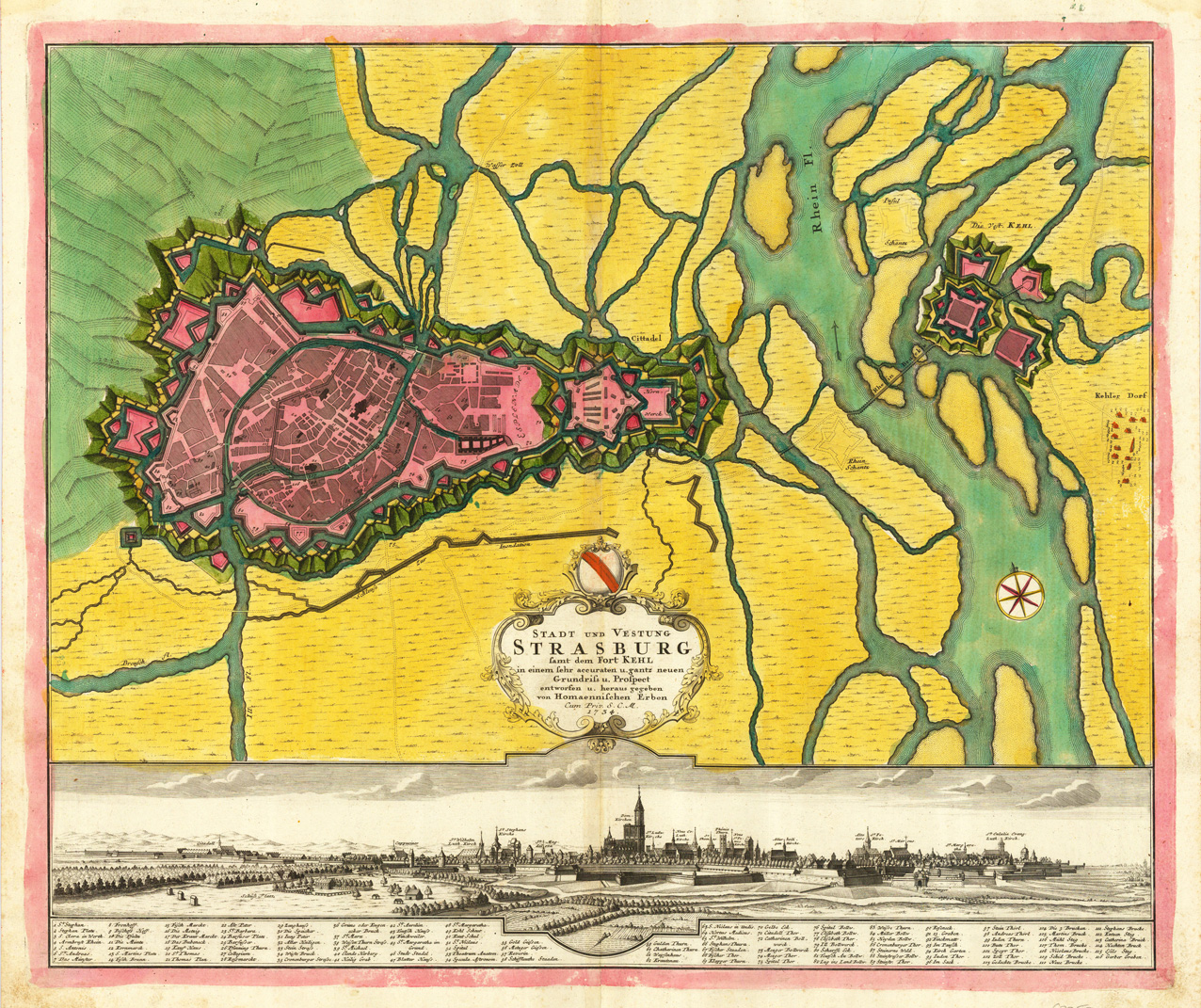
Straßburg und Kehl, 1734, Homaennische Erben

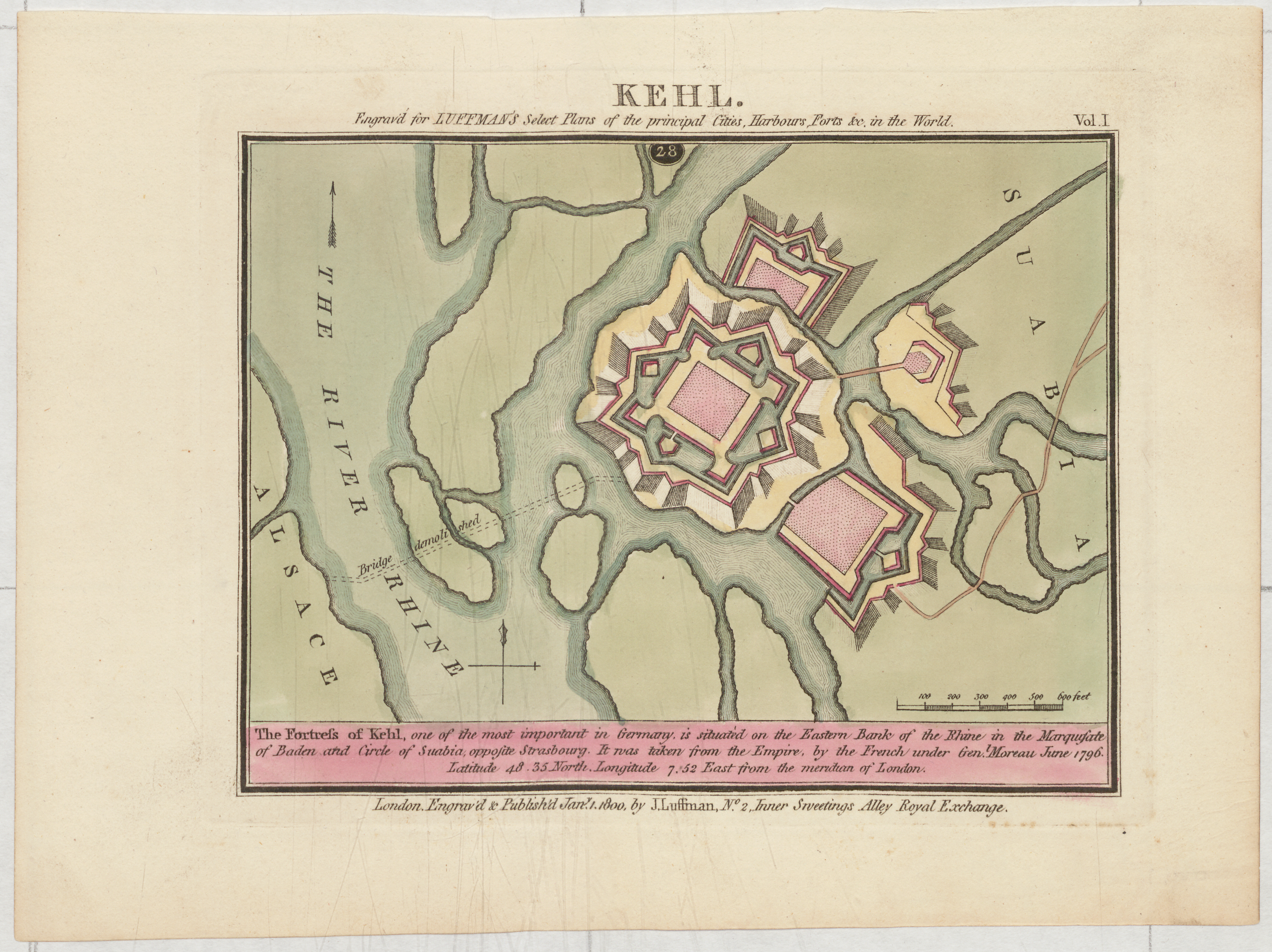
Festung Kehl, ca. 1800

Die älteste erhaltene Erwähnung von Kehl stammt von 1038. 1333 wurde mit dem Bau einer ersten Rheinbrücke, der Langen Bruck, zwischen Kehl und Straßburg begonnen und ab 1388 bestand eine permanente Straßenverbindung zwischen beiden Orten. Von jeher war Kehl ein Bestandteil der Verteidigung Straßburgs. Im 15. Jahrhundert gab es drei Siedlungen, das eigentliche Kehl (Brückenkopf), das Dorf Sundheim und das sogenannte „Mitteldörfel“. Hier lebten Nachkommen von Einwohnern der wegen Überschwemmungen aufgegebenen Orte Iringheim (südwestlich der heutigen Kernstadt) und Hundsfeld (südlich der heutigen Kernstadt). Die Siedlungen waren ein Kondominat der Herren von Geroldseck, von Böcklin, von Nassau, Grohstein und Bock. 1497 gelangte die Hälfte des Besitzes an die Markgrafen von Baden.
Nachdem Kehl 1678 unter Ludwig XIV. von Frankreich eingenommen war, begann 1683 der Bau der neuen Festung Kehl durch den Militär-Architekten Sébastien Le Prestre de Vauban. Diese Festung wurde 1698 der Markgrafschaft Baden-Baden zugesprochen. Im Osten der Festung Kehl hatten die Bewohner des alten Dorfes Kehl ein neues Dorf Kehl gegründet, das bis 1910 als Gemeinde eigenständig war.
1774 wurden der innerhalb der Festung gelegenen Gemeinde Kehl durch Markgraf Karl Friedrich von Baden die Stadtrechte verliehen.

### 1800 bis 1953
Nach mehreren Wechseln zwischen Frankreich, Baden und Österreich wurden die Festungsanlagen 1815 bei der Rückgabe an Baden (Pariser Friede) zurückgebaut. Stadt und Dorf Kehl (mit Sundheim) gehörten danach zum Bezirksamt Kork. Zwischen 1842 und 1847 wurde die erste Hafenanlage durch die Badische Staatseisenbahnverwaltung angelegt. Durch den Bau der Eisenbahnbrücke über den Rhein 1861 war es zum ersten Mal möglich, direkt mit der Eisenbahn von Paris nach Wien zu reisen. Der hierfür notwendige Lokwechsel wurde in Kehl durchgeführt.
Während des Deutsch-Französischen Krieges 1870/71 wurde die Stadt erneut Ziel französischer Angriffe und zerstört.
1881 wurde der Sitz des Bezirksamtes Kork von Kork nach Kehl verlegt und aus dem Bezirksamt Kork wurde das Bezirksamt Kehl. Im späten 19. Jahrhundert wurde zur Verteidigung Straßburgs gegen Frankreich ein Festungsgürtel bestehend aus 14 Forts angelegt. Drei der Forts befanden sich rechts des Rheins: Das Fort „Blumenthal“ bei Kehl-Auenheim wurde im Ersten Weltkrieg zerstört. Die beiden anderen „Kehler Forts“, Fort „Bose“ und Fort „Kirchbach“, wurden nach dem Zweiten Weltkrieg gesprengt.
1910 wurden Stadt Kehl und Dorf Kehl vereinigt und die Gemeinde wuchs zu Beginn des 20. Jahrhunderts stark an. Im Rahmen der Alliierte Rheinlandbesetzung nach dem Ersten Weltkrieg war Kehl zwischen 1919 und 1930 von französischen Truppen besetzt und das Zentrum des Brückenkopfs Kehl.
Zum Bezirksamt Kehl kamen 1936 nach Aufhebung des Bezirksamtes Oberkirch noch einige Gemeinden hinzu. Aus dem Bezirksamt Kehl wurde 1939 der Landkreis Kehl. Kehl lag in der sogenannten „Roten Zone“ am Westwall, die bei Kriegsausbruch geräumt wurde: In der Nacht vom 3. auf den 4. September 1939 wurde die Bevölkerung mit Sonderzügen in den Schwarzwald evakuiert und durfte erst neun Monate später, nach der Besetzung Frankreichs durch deutsche Truppen zurückkehren. Kehl wurde dann ein Vorort von Straßburg. Dieser Status blieb auch in der Zeit des Nationalsozialismus und nach dem Ende des Zweiten Weltkriegs erhalten. Die erneute, diesmal fluchtartige Evakuierung Kehls erfolgte am 23. November 1944 und dauerte mehrere Jahre. Es folgte die Besetzung durch französisches Militär und die geplante Annexion an Frankreich. Die Rückkehr der evakuierten Bevölkerung und die Freigabe Kehls erfolgte gemäß dem Washingtoner Abkommen vom 8. April 1949 über die Räumung der Stadt Kehl durch Frankreich in 42 Teilfreigaben vom 29. Juli 1949 bis zum 8. April 1953.
1945 bis 1953 war Sundheim eine eigenständige Gemeinde, die dann wieder mit der Stadt Kehl vereinigt wurde. Die Stadt und der gesamte Landkreis Kehl gehörten danach zum Regierungsbezirk Südbaden innerhalb Baden-Württembergs.

### 1960 bis 2000
1960 wurde die Europabrücke über den Rhein nach Straßburg eröffnet. Die Einwohnerzahl der Stadt Kehl überschritt 1971 im Rahmen der Gebietsreform die Schwelle von 20.000 Personen. Daraufhin stellte die Stadtverwaltung den Antrag auf Erhebung zur Großen Kreisstadt, dem die Landesregierung von Baden-Württemberg mit Wirkung zum 1. Januar 1972 zustimmte. Bei der Kreisreform am 1. Januar 1973 wurde der Landkreis Kehl jedoch aufgelöst, sein Gebiet ging überwiegend auf den neu gebildeten Ortenaukreis über (der seit 2014 das alte Kehler Kraftfahrzeugkennzeichen KEL wieder verwendet).
Zwischen dem Herbst 1990 und 1994 wurde in mehreren Bauabschnitten eine Fußgängerzone errichtet. Der erste Bauabschnitt erstreckte sich vom Rathaus bis zum damaligen „Kaufhaus Schneider“. Die weitere Ausdehnung erfolgte in späteren Bauabschnitten bis zum Weinbrennerhaus. 1994 wurde der Marktplatz für den Autoverkehr geschlossen und bildet seitdem das Herzstück der Fußgängerzone. Parallel wurde in der nördlichen Innenstadt auf dem Gelände des alten Gymnasiums (In Betrieb bis 1970, Abriss 1989) der Gebäudekomplex „Centrum am Markt“ errichtet, das die neu geschaffene Fußgängerzone mit Platz für Einzelhandel, Wohn- und Büroflächen, so wie einer Tiefgarage abrunden sollte.
Heute erstreckt sich die Fußgängerzone über Teile der nördlichen Hauptstraße und Teilen der Markt- und Blumenstraße. Ein Abschnitt der Kasernenstraße wurden im Zuge des ab 2007 erbauten „City Center Kehl“ ähnlich verkehrsberuhigt umgestaltet und stellt in seiner Funktion eine Erweiterung dar.
Entlang der durch Kehl führenden Bundesstraße 28, die lediglich als Durchfahrtsstraße nach Frankreich bekannt war, erwarben in den 1990er Jahren vor allem das Bankwesen, der Einzelhandel, Tankstellen und die Fastfood-Branche Brachland von ehemaligen Industrie- und Speditionsunternehmen.

### 2000 bis heute
In den 2000er Jahren nahm die Entwicklung Kehls für eine Stadt ihrer Größe ungewöhnliche Ausmaße an. Eine städtebauliche Verflechtung zwischen Straßburg und Kehl war bis in die 1990er Jahre durch die Nachkriegs- und Grenzzeit gar nicht oder kaum vorhanden. Speziell entlang der B 28 wurden Großprojekte unterschiedlichster Art verwirklicht. Die Bundesstraße sollte nicht mehr als Grenze zum anliegenden Industriehafen dienen, sondern als Boulevard verstanden werden. 2004 war dieser städtebauliche Schub in Kehl besonders deutlich feststellbar. Ein privater Investor erwarb die Immobilien des Kehler Bahnhofs von der Deutschen Bahn und sanierte die Anwesen zur Nutzung für Ämter, Gewerbe und Hotels. Parallel dazu wurden durch die Stadt Kehl große Umbaumaßnahmen des Bahnhofsvorplatzes (mit der Schaffung des sogenannten Ortenauplatzes) und einen weiten Teil der B 28 bis zur Europabrücke durchgeführt. Gegenüber dem Bahnhof wurde im selben Jahr außerdem ein mehrstöckiges Gebäude erworben und zu einem Drei-Sterne-Hotel umgebaut. Ende 2007 war Spatenstich für ein 10.000 m² großes Einkaufszentrum (City Center Kehl) am Nordrand der Innenstadt, welches ebenfalls entlang der B 28 entstand und im April 2009 eröffnet wurde. Gegenüber diesem Einkaufszentrum entstand ab 2010 auf einer der letzten brachliegenden Flächen entlang der B 28 ein weiteres Autohaus.
Seit dem 7. Oktober 2005 gehört Kehl zum Eurodistrikt Strasbourg-Ortenau.
Ein weiteres Projekt war die Rheinüberquerung der Straßenbahn Straßburg (Tram). 2008 gaben die Städte Straßburg und Kehl eine Machbarkeitsstudie in Auftrag. Ende 2009 wurde ein Vertrag für eine Entwurfsplanung unterschrieben. Die damit geplante Verlängerung der Tramlinie D sollte den Straßenverkehr (35.000 Fahrzeuge/Tag) und den Linienbusverkehr (220.000 Fahrgäste/Jahr) zwischen den Städten verringern. Dazu wurde zwischen 2014 und 2016 mit der Beatus-Rhenanus-Brücke eine vierte Rheinbrücke bei Kehl gebaut. Die Eröffnung der Tramlinie bis zum Kehler Bahnhof fand am 29. April 2017 statt.
Ebenso begann man in Straßburg mit der Aufwertung des Stadtgebietes Port du Rhin in Richtung Kehl. 2012 starteten beide Städte einen europaweiten städtebaulichen Wettbewerb, der die Entwicklung der brachliegenden Zoll-Areale beider Städte fördern sollte. Die Areale liegen sich am Rhein gegenüber und sollen einheitlich grenzüberschreitend entwickelt werden. Im Zuge dessen sind seitens der Stadt Kehl mittel- und langfristig auch die Entwicklungen der Areale „Kasernenplatz“ und „Yachthafen“ geplant.
Seit 2015 entsteht in der Südstadt Kehls zwischen den Wohnsiedlungen Wolfsgrube und Kronenhof auf einer 6,4 Hektar großen Freifläche die Wohnsiedlung „Schneeflären“. Diese soll Wohnraum für ca. 800 Menschen bieten, vorrangig (ca. 60 %) in Form von Geschosswohnungsbau. Das Wahrzeichen Kehls, der Wasserturm, wird dabei durch einen Quartiersplatz einbezogen.
Ab Dezember 2018 wurde die Kehler Europabrücke zum Schauplatz zahlreicher Demonstrationen von Deutschen und Französischen Gelbwesten, welche hier international demonstrierten. Aus Deutschland reisten viele Gelbwesten aus dem gesamten süddeutschen Raum an. Die Organisatoren der Proteste, die „Gelbe Westen aktiv Baden-Württemberg“ aus Pforzheim, setzten sich nach eigenen Angaben für soziale Gerechtigkeit und Freiheit ein. Diese Gruppierung veranstaltet bis in die Gegenwart zahlreiche Aktionen.

### Geschichte der Stadtteile Kehls
Auch die Stadtteile Kehls haben eine lange Geschichte:
Auenheim wurde 888 als Ouuanheim und Hohnhurst 1295 erstmals erwähnt. Die Orte gehörten zum Amt Willstätt der Herrschaft Lichtenberg, später der Grafschaft Hanau-Lichtenberg und kamen 1803 an Baden. Danach waren sie Gemeinden im Amtsbezirk Kork bzw. Kehl.
Bodersweier wurde 884 als Bothalaswileri, Leutesheim 1233 als Lutensheim und Zierolshofen 1295 erstmals erwähnt. Alle drei Orte gehörten später zur Grafschaft Hanau-Lichtenberg und waren Teil des Gerichts Rheinbischofsheim im Amt Lichtenau. 1803 kamen die Orte an Baden und wurden dem Amt Rheinbischofsheim zugeordnet. Bei dessen Auflösung 1857 kamen sie zum Amt Kork bzw. Kehl. Von der NS-Diktatur wurden die Juden des Stadtteils verfolgt und 17 von ihnen ermordet. Seit 1984 erinnert auf dem Friedhof ein Gedenkstein an diese Opfer der Shoa.
Goldscheuer wurde 1425 als Goldschure erstmals erwähnt. Es war ein Ausbauort von Marlen, zu dem es stets gehörte. Marlen wurde 1282 als Marheim erstmals erwähnt. Der zugehörige Ort Kittersburg wurde 1283 als Kuterschburg erstmals erwähnt. Alle drei Orte gehörten im Laufe der Geschichte zu wechselnden Herrschaften. Teile gehörten zur Grafschaft Hanau-Lichtenberg und zur Grafschaft Ortenau. 1803 kamen die Orte an Baden und bildeten die Gemeinde Marlen im Oberamt Offenburg. 1936 wurde der Name der Gemeinde in Goldscheuer geändert und diese dem Bezirksamt bzw. Landkreis Kehl zugeordnet.
Kork wurde 778 als „villa“ in einem Schenkungsbrief an das Kloster Eschau erstmals erwähnt. Kork war Hauptort und Sitz des Schultheißenamtes einer Waldgenossenschaft für weitere Gemeinden des Umlandes. Es war Lehen der Herren von Fürstenberg, später gehörte es zur Grafschaft Hanau-Lichtenberg und war Sitz des Gerichtes im Amt Willstätt, dessen Sitz Anfang des 18. Jahrhunderts nach Kork verlegt wurde. Auch nach dem Übergang an Baden blieb Kork noch Sitz des Amtes, bis dieses 1881 nach Kehl verlegt wurde.
Neumühl wurde 1271 als apud novum molendinum, Odelshofen 1310 als Otolzhofen und Querbach 1372 erstmals erwähnt. Neumühl und Odelshofen waren Ausbausiedlungen von Kork und teilten daher die Geschicke Korks. Sie gehörten zum Gericht Kork im Amt Willstätt der Herrschaft Lichtenberg. Querbach dagegen gehörte ursprünglich zum Amt Lichtenau der Herrschaft Lichtenberg. Die Herrschaft Lichtenberg ging zur einen Hälfte 1480 und mit der anderen Hälfte 1570 an die Grafschaft Hanau-Lichtenberg über und wurde 1736 von der Landgrafschaft Hessen-Darmstadt beerbt. Mit dem Reichsdeputationshauptschluss fielen die Dörfer an das Kurfürstentum Baden. In Baden gehörten sie weiterhin zum Amtsbezirk Kork bzw. Kehl. Neumühl war ab 1919 Teil des französischen Brückenkopfs Kehl.

### Eingemeindungen
Die folgenden Gemeinden wurden in die Stadt Kehl eingegliedert:
- 1. Januar 1910: Dorf Kehl (zu dem auch Sundheim gehörte)
- 1. Juli 1971: Neumühl, Odelshofen[10]
- 1. Dezember 1971: Goldscheuer, Kork, Querbach[10]
- 1. Januar 1973: Hohnhurst[11]
- 1. Januar 1975: Auenheim, Bodersweier, Leutesheim, Zierolshofen[12]

### Demographie
Aufgeführt sind die Einwohnerzahlen nach dem jeweiligen Gebietsstand (bis 1852 Stadt Kehl, 1871–1905 Dorf Kehl mit Sundheim, ab 1910 vereinigte Stadt Kehl). Die Zahlen sind Volkszählungsergebnisse (¹ ²) oder amtliche Fortschreibungen der jeweiligen Statistischen Ämter (nur Hauptwohnsitze).
| Jahr                 | Einwohner |
| -------------------- | --------- |
| 1740                 | 900       |
| 1774                 | 1.500     |
| 1820                 | 450       |
| 1852                 | 1.257     |
| 01. Dezember 1871    | 1.791     |
| 01. Dezember 1880 ¹  | 2.067     |
| 01. Dezember 1890 ¹  | 3.234     |
| 01. Dezember 1905 ¹  | 8.094     |
| 01. Dezember 1910 ¹  | 8.858     |
| 08. Oktober 1919 ¹   | 8.439     |
| 16. Juni 1925 ¹      | 9.467     |
| 16. Juni 1933 ¹      | 11.574    |
| 17. Mai 1939 ¹       | 12.199    |
| 31. Dezember 1949    | 600       |
| 13. September 1950 ¹ | 3.540     |

| Jahr              | Einwohner |
| ----------------- | --------- |
| 08. April 1953    | 8.424     |
| 31. Dezember 1954 | 11.162    |
| 06. Juni 1961 ¹   | 13.121    |
| 27. Mai 1970 ¹    | 16.030    |
| 31. Dezember 1975 | 29.861    |
| 31. Dezember 1980 | 29.924    |
| 25. Mai 1987 ¹    | 28.557    |
| 31. Dezember 1990 | 30.389    |
| 31. Dezember 1995 | 33.137    |
| 31. Dezember 2000 | 33.509    |
| 31. Dezember 2005 | 34.579    |
| 31. Dezember 2010 | 34.789    |
| 09. Mai 2011 ²    | 33.551    |
| 31. Dezember 2015 | 35.032    |
| 31. Dezember 2020 | 36.947    |

¹ Volkszählungsergebnis
² Zensus 2011

#### Bevölkerungszusammensetzung
Die Fortschreibung nach der Volkszählung 1987 ergab eine Einwohnerzahl zum Mai 2011 von 34.870. Nach dem Zensus 2011 wurde diese Zahl auf 33.551 korrigiert. Ungefähr 3.000 Franzosen (etwa 8 % der Gesamtbevölkerung) leben in Kehl. Von den rund 27.800 Wahlberechtigten sind ca. 3.200 nicht-deutsche EU-Bürger. Insgesamt haben 32,8 % der Einwohner Kehls einen Migrationshintergrund. Menschen aus über 100 Nationen leben in der Kleinstadt am Rhein.

#### Einwohnerzahlen der Stadtteile
| Stadtteil     | Einwohnerzahlen |
| ------------- | --------------- |
| Kernstadt 1   | 19.034          |
| Goldscheuer 2 | 5.530           |
| Kork          | 2.731           |
| Auenheim      | 2.424           |
| Bodersweier   | 1.922           |
| Leutesheim    | 1.402           |

| Stadtteil    | Einwohnerzahlen |
| ------------ | --------------- |
| Neumühl      | 1.339           |
| Odelshofen   | 527             |
| Querbach     | 486             |
| Zierolshofen | 476             |
| Hohnhurst    | 295             |

Stand: 30. Juni 2020

### Etymologie
Er leitet sich vom Wort „Kehle“, was eine Umformung des Wortes „Kenel“ (Kanal) ist, ab. Als Kehle bezeichnete man Nebenarme und Altwasser des Rheins, was man heute noch an einigen Flur- und Gewässernamen erkennen kann. Weitere Namen von Kehl, die urkundlich erwähnt wurden, waren „Kenle“, „Kelle“, „Kahl“ und „Käl“.

## Religionen
Die Gemeinde Kehl gehörte anfangs zum Bistum Straßburg. 1519 wurde der erste lutherische Geistliche in Kehl angestellt. Seither ist die Stadt mehrheitlich evangelisch. Ab 1682 gab es in der Festung Kehl wieder katholische Gottesdienste und 1783 wurde eine eigene Pfarrei gegründet. Die Gottesdienste beider Konfessionen wurden in der Kirche am Marktplatz abgehalten, die somit simultan genutzt wurde, bis die katholische Gemeinde 1914 ihr eigenes Gotteshaus, die Kirche St. Johannes Nepomuk, erhielt. 1960 entstand eine weitere katholische Kirche, St. Maria. Auch in den Stadtteilen Kork (Herz-Jesu-Kirche), Marlen (St. Arbogast) und Goldscheuer (Maria, Hilfe der Christen) gibt es jeweils eine katholische Kirche. Heute betreut die Seelsorgeeinheit Kehl die katholischen Christen in der Kernstadt Kehl (mit Sundheim) sowie in Auenheim, Marlen, Goldscheuer und Hohnhurst. Die Katholiken aus Kork, Neumühl, Odelshofen, Querbach, Leutesheim, Bodersweier und Zierolshofen gehören gemeinsam mit Gemeindemitgliedern aus Willstätt und Rheinau zur Kath. Kirchengemeinde Hanauerland. Seit 1821 gehören die Katholiken Kehls zum Erzbistum Freiburg, beide Seelsorgeeinheiten sind heute dem Dekanat Offenburg-Kinzigtal zugeordnet.
Die erste evangelische Pfarrkirche in der heutigen Kernstadt Kehl war die Christuskirche. 1917 wurde auch die Friedenskirche zur Pfarrei erhoben. Weitere evangelische Kirchengemeinden in der Kernstadt sind die Martin-Luther-Gemeinde (gegründet 1955 durch Teilung der Christusgemeinde; die Kirche wurde 2019 entwidmet) und die Johannesgemeinde (gegründet 1972 mit Gemeindezentrum von 1979). Diese vier Kirchengemeinden bildeten die Gesamtkirchengemeinde Kehl, haben sich 2012 aber wieder zu einer einheitlichen Kirchengemeinde zusammengeschlossen. Als landeskirchliche Gemeinschaft existiert die AB-Gemeinde (nach dem Augsburgischen Bekenntnis). In den Stadtteilen Auenheim, Bodersweier, Kork, Leutesheim, Neumühl (seit 1972 eigene Pfarrei mit Kirche von 1956) und Goldscheuer (Markusgemeinde) gibt es weitere evangelische Kirchengemeinden mit jeweils einer Kirche. Die Gemeindeglieder aus Odelshofen und Querbach werden von der Gemeinde Kork, die von Zierolshofen von der Gemeinde Bodersweier und die Gemeindeglieder der Evangelischen Kirchengemeinde Hohnhurst vom Pfarramt der Nachbargemeinde Goldscheuer betreut. Kehl war lange Sitz eines eigenen Kirchenbezirks der Evangelischen Landeskirche in Baden, der aber 2014 mit den Kirchenbezirken Lahr und Offenburg zum Kirchenkreis Ortenau fusionierte.
Neben den beiden großen Kirchen gibt es in Kehl auch Freikirchen, darunter eine Freie Christengemeinde, eine Freie evangelische Gemeinde, eine Mennoniten-Gemeinde sowie eine Adventgemeinde. Auch die Neuapostolische Kirche ist in Kehl vertreten.
Seit 1980 besteht für die Muslime ein Islamischer Kulturverein, der dem DİTİB-Verband angeschlossen ist. 2012 wurde in der Hafenstraße unweit des Bahnhofs eine große Moschee mit angeschlossenem Kulturzentrum eingeweiht, die Kehl Camii. Außerdem bestehen die Masjed Muhammad in der Rheinstraße und die Al Hidayah-Moschee in der Alten Zollstraße.
Kehler Aleviten haben zusammen mit Glaubensschwestern und -brüdern aus Rheinau, Willstätt, Achern, Rheinmünster und Bühl in den 1980er Jahren das Alevitische Kulturzentrum Bühl-Hanauerland gegründet. Seit April 2013 wird an der Kehler Falkenhausenschule ein alevitischer Religionsunterricht angeboten, zu dem 16 Grundschüler aus verschiedenen Gemeinden des Hanauerlands angemeldet wurden.
Bis 1938 hatte Kehl eine jüdische Gemeinde. 2023 wurde diese neu gegründet.
In Kehl wird Ökumene intensiv gelebt, was sich beispielsweise am gemeinsamen Webauftritt der evangelischen und katholischen Gemeinden zeigt. Feierlicher Höhepunkt bildet die von allen Kehler Pfarrern gestaltete Osternachtsfeier, bei der an einem gemeinsamen Feuer die Jahreskerzen aller Gemeinden entzündet werden und Taufen von Kindern beider Konfessionen stattfinden. In der Dokumentation „Zölibat und Zukunftangst“ geht Tilman Jens ausführlich auf die enge überkonfessionelle Zusammenarbeit ein, die er als „Kehler Weg“ bezeichnet. Er vertritt in Bezug auf die Kehler Ökumene und orthopraktische dogmatische Auslegungen die Auffassung: «Soviel wie hier ist in keinem anderen Flecken Deutschlands möglich» Die gelebte Ökumene geht über die intensive evangelisch-katholische Kooperation hinaus: Seit den 1980er Jahren werden enge Beziehungen mit der armenischen Gemeinde gepflegt, die regelmäßig in der katholischen Kirche St. Maria Gottesdienst feiert. Im Mai 2012 organisierten die Kehler Kirchen eine Reise nach Armenien. Des Weiteren wurde 1991 der Dialogkreis Christen-Muslime gegründet, der sich jedes Trimester trifft, dem Kehler Pfarrer, islamische Geistliche, Mitglieder der Gemeinderäte und Wissenschaftler angehören.
Gemäß Zensus 2011 waren 44,5 % der Bewohner Kehls evangelisch, 27,1 % katholisch, 1,9 % orthodox und 25,6 % gehörten einer anderen oder keiner Religionsgemeinschaft an. Ca. 5 % der Bewohner sind muslimischen Glaubens.

## Politik

### Gemeinderat
Der Gemeinderat in Kehl besteht aus 26 Mitgliedern; den gewählten, ehrenamtlichen Gemeinderäten und dem Oberbürgermeister als Vorsitzendem. An den Sitzungen des Gemeinderates, wovon in der Regel zwei pro Monat stattfinden, nehmen auch die Ortsvorsteher der Ortschaften (ohne Stimmrecht) teil, die nicht gewählte Mitglieder des Rates sind. Ebenfalls ist die Teilnahme des ersten Beigeordneten üblich sowie die weiterer Mitarbeiter der Stadtverwaltung. Der Gemeinderat tagt üblicherweise im Bürgersaal des Rathauses.
Der Oberbürgermeister ist im Gemeinderat stimmberechtigt. Die Kommunalwahl vom 9. Juni 2024 führte zu folgendem amtlichen Endergebnis:
| Parteien und Wählergemeinschaften | Parteien und Wählergemeinschaften           | % 2024  | Sitze 2024 | % 2019  | Sitze 2019 | % 2014 | Sitze 2014 | % 2009 | Sitze 2009 | Kommunalwahl 2024 %20100 18,97 %14,51 %13,89 %12,39 %14,8 %n. k. %8,03 %12,60 %4,81 % CDUSPDFWGrüneKfKJLKFDPAfDKehl+Gewinne und Verlusteim Vergleich zu 2019 %p 16 14 12 10 8 6 4 2 0 −2 −4 −6 −8−10−2,12 %p−6,73 %p−3,65 %p−8,82 %p+14,8 %p−5,05 %p+1,88 %p+4,88 %p+4,81 %pCDUSPDFWGrüneKfKJLKFDPAfDKehl+ |
| CDU                               | Christlich Demokratische Union Deutschlands | 18,97   | 5          | 21,09   | 5          | 28,15  | 7          | 25,7   | 7          | Kommunalwahl 2024 %20100 18,97 %14,51 %13,89 %12,39 %14,8 %n. k. %8,03 %12,60 %4,81 % CDUSPDFWGrüneKfKJLKFDPAfDKehl+Gewinne und Verlusteim Vergleich zu 2019 %p 16 14 12 10 8 6 4 2 0 −2 −4 −6 −8−10−2,12 %p−6,73 %p−3,65 %p−8,82 %p+14,8 %p−5,05 %p+1,88 %p+4,88 %p+4,81 %pCDUSPDFWGrüneKfKJLKFDPAfDKehl+ |
| KfK                               | Kehler für Kehl                             | 14,80   | 4          | –       | –          | –      | –          | –      | –          | Kommunalwahl 2024 %20100 18,97 %14,51 %13,89 %12,39 %14,8 %n. k. %8,03 %12,60 %4,81 % CDUSPDFWGrüneKfKJLKFDPAfDKehl+Gewinne und Verlusteim Vergleich zu 2019 %p 16 14 12 10 8 6 4 2 0 −2 −4 −6 −8−10−2,12 %p−6,73 %p−3,65 %p−8,82 %p+14,8 %p−5,05 %p+1,88 %p+4,88 %p+4,81 %pCDUSPDFWGrüneKfKJLKFDPAfDKehl+ |
| SPD                               | Sozialdemokratische Partei Deutschlands     | 14,51   | 4          | 21,24   | 6          | 24,59  | 7          | 21,3   | 6          | Kommunalwahl 2024 %20100 18,97 %14,51 %13,89 %12,39 %14,8 %n. k. %8,03 %12,60 %4,81 % CDUSPDFWGrüneKfKJLKFDPAfDKehl+Gewinne und Verlusteim Vergleich zu 2019 %p 16 14 12 10 8 6 4 2 0 −2 −4 −6 −8−10−2,12 %p−6,73 %p−3,65 %p−8,82 %p+14,8 %p−5,05 %p+1,88 %p+4,88 %p+4,81 %pCDUSPDFWGrüneKfKJLKFDPAfDKehl+ |
| FW                                | Freie Wähler Stadt Kehl e. V.               | 13,89   | 4          | 17,54   | 5          | 17,31  | 6          | 18,2   | 5          | Kommunalwahl 2024 %20100 18,97 %14,51 %13,89 %12,39 %14,8 %n. k. %8,03 %12,60 %4,81 % CDUSPDFWGrüneKfKJLKFDPAfDKehl+Gewinne und Verlusteim Vergleich zu 2019 %p 16 14 12 10 8 6 4 2 0 −2 −4 −6 −8−10−2,12 %p−6,73 %p−3,65 %p−8,82 %p+14,8 %p−5,05 %p+1,88 %p+4,88 %p+4,81 %pCDUSPDFWGrüneKfKJLKFDPAfDKehl+ |
| AfD                               | Alternative für Deutschland                 | 12,6    | 3          | 7,7     | 2          | –      | –          | –      | –          | Kommunalwahl 2024 %20100 18,97 %14,51 %13,89 %12,39 %14,8 %n. k. %8,03 %12,60 %4,81 % CDUSPDFWGrüneKfKJLKFDPAfDKehl+Gewinne und Verlusteim Vergleich zu 2019 %p 16 14 12 10 8 6 4 2 0 −2 −4 −6 −8−10−2,12 %p−6,73 %p−3,65 %p−8,82 %p+14,8 %p−5,05 %p+1,88 %p+4,88 %p+4,81 %pCDUSPDFWGrüneKfKJLKFDPAfDKehl+ |
| GRÜNE                             | Bündnis 90/Die Grünen                       | 12,39   | 3          | 21,21   | 5          | 11,73  | 3          | 9,6    | 2          | Kommunalwahl 2024 %20100 18,97 %14,51 %13,89 %12,39 %14,8 %n. k. %8,03 %12,60 %4,81 % CDUSPDFWGrüneKfKJLKFDPAfDKehl+Gewinne und Verlusteim Vergleich zu 2019 %p 16 14 12 10 8 6 4 2 0 −2 −4 −6 −8−10−2,12 %p−6,73 %p−3,65 %p−8,82 %p+14,8 %p−5,05 %p+1,88 %p+4,88 %p+4,81 %pCDUSPDFWGrüneKfKJLKFDPAfDKehl+ |
| FDP                               | Freie Demokratische Partei                  | 8,03    | 2          | 6,15    | 2          | 4,82   | 1          | 11,9   | 3          | Kommunalwahl 2024 %20100 18,97 %14,51 %13,89 %12,39 %14,8 %n. k. %8,03 %12,60 %4,81 % CDUSPDFWGrüneKfKJLKFDPAfDKehl+Gewinne und Verlusteim Vergleich zu 2019 %p 16 14 12 10 8 6 4 2 0 −2 −4 −6 −8−10−2,12 %p−6,73 %p−3,65 %p−8,82 %p+14,8 %p−5,05 %p+1,88 %p+4,88 %p+4,81 %pCDUSPDFWGrüneKfKJLKFDPAfDKehl+ |
| Kehl+                             | Projekt Kehl+                               | 4,81    | 1          | –       | –          | –      | –          | –      | –          | Kommunalwahl 2024 %20100 18,97 %14,51 %13,89 %12,39 %14,8 %n. k. %8,03 %12,60 %4,81 % CDUSPDFWGrüneKfKJLKFDPAfDKehl+Gewinne und Verlusteim Vergleich zu 2019 %p 16 14 12 10 8 6 4 2 0 −2 −4 −6 −8−10−2,12 %p−6,73 %p−3,65 %p−8,82 %p+14,8 %p−5,05 %p+1,88 %p+4,88 %p+4,81 %pCDUSPDFWGrüneKfKJLKFDPAfDKehl+ |
| JLK                               | Jugendliste Kehl                            | –       | –          | 5,05    | 1          | 5,01   | 1          | –      | –          | Kommunalwahl 2024 %20100 18,97 %14,51 %13,89 %12,39 %14,8 %n. k. %8,03 %12,60 %4,81 % CDUSPDFWGrüneKfKJLKFDPAfDKehl+Gewinne und Verlusteim Vergleich zu 2019 %p 16 14 12 10 8 6 4 2 0 −2 −4 −6 −8−10−2,12 %p−6,73 %p−3,65 %p−8,82 %p+14,8 %p−5,05 %p+1,88 %p+4,88 %p+4,81 %pCDUSPDFWGrüneKfKJLKFDPAfDKehl+ |
| FRAUEN                            | Frauenliste Kehl e. V.                      | –       | –          | –       | –          | 8,42   | 2          | 9,2    | 2          | Kommunalwahl 2024 %20100 18,97 %14,51 %13,89 %12,39 %14,8 %n. k. %8,03 %12,60 %4,81 % CDUSPDFWGrüneKfKJLKFDPAfDKehl+Gewinne und Verlusteim Vergleich zu 2019 %p 16 14 12 10 8 6 4 2 0 −2 −4 −6 −8−10−2,12 %p−6,73 %p−3,65 %p−8,82 %p+14,8 %p−5,05 %p+1,88 %p+4,88 %p+4,81 %pCDUSPDFWGrüneKfKJLKFDPAfDKehl+ |
| LINKE                             | Die Linke                                   | –       | –          | –       | –          | –      | –          | 4,0    | 1          | Kommunalwahl 2024 %20100 18,97 %14,51 %13,89 %12,39 %14,8 %n. k. %8,03 %12,60 %4,81 % CDUSPDFWGrüneKfKJLKFDPAfDKehl+Gewinne und Verlusteim Vergleich zu 2019 %p 16 14 12 10 8 6 4 2 0 −2 −4 −6 −8−10−2,12 %p−6,73 %p−3,65 %p−8,82 %p+14,8 %p−5,05 %p+1,88 %p+4,88 %p+4,81 %pCDUSPDFWGrüneKfKJLKFDPAfDKehl+ |
| Gesamt                            | Gesamt                                      | 100     | 26         | 100     | 26         | 100    | 26         | 100    | 26         | |
| Wahlbeteiligung                   | Wahlbeteiligung                             | 50,66 % | 50,66 %    | 47,41 % | 47,41 %    | 39,8 % | 39,8 %     | 42,8 % | 42,8 %     | |

### Bürgermeister
An der Spitze der Stadt Kehl standen zunächst Vögte der jeweiligen Herrschaften. Seit 1797 gab es sowohl in der Stadt als auch im Dorf Kehl jeweils einen Bürgermeister. Seit der Erhebung zur Großen Kreisstadt 1972 trägt das Stadtoberhaupt die Amtsbezeichnung Oberbürgermeister. Dieser wird heute von den Wahlberechtigten auf acht Jahre direkt gewählt. Er ist Vorsitzender des Gemeinderats. Sein allgemeiner Stellvertreter ist der 1. Beigeordnete mit der Amtsbezeichnung „Bürgermeister“.

### Stadtverwaltung
Die Stadtverwaltung Kehl, an deren Spitze seit dem 1. Mai 2022 Oberbürgermeister Wolfram Britz steht, ist in zwei Dezernate gegliedert, die sich wiederum in drei Fachbereiche unterteilen. Zum Dezernat I des Oberbürgermeisters gehören die Bereiche Zentrale Steuerung (geführt durch Markus Kern) und Finanzen sowie Bürgerdienste und Soziales. Dem Dezernat II des 1. Beigeordneten Thomas Wuttke sind der Fachbereich Bauwesen und der Eigenbetrieb Technische Dienste Kehl (TDK) unterstellt.

### Jugendgemeinderat
Das Statut des Kehler Jugendgemeinderat sieht vor, dass er bei allen Angelegenheiten mitwirkt, die im Zuständigkeitsbereich der Stadt Kehl liegen und die Jugend betreffen. Dies gilt vor allem für Bildungs-, Sozial- und Umweltfragen, aber auch für alle sonstigen Themenbereiche.
Die zu behandelnden Punkte sollen grundsätzlich aus den Reihen des Jugendgemeinderates kommen. Der Gemeinderat soll alle jugendrelevanten Themen an den Jugendgemeinderat verweisen. Aktuelle Themen können auch von der Verwaltung eingebracht werden.
Zum JGR gehören jeweils Schüler aus den städtischen Haupt- und Realschulen, des Gymnasiums, der beruflichen Schulen, dem Oberlin-Schulverband und den städtischen Jugendhäusern.
Der JGR-Kehl wirkte bereits mehrfach bei der Stadtentwicklung mit, unter anderem bei Themen wie (Schul)Bushaltestellen, Beleuchtung von Sport- und Skaterplätzen, Workout-Park, Earth-Hour, internationalen Brunch, legalen Sprayflächen für Graffiti sowie der Veranstaltung von Jugendfußballturnieren.

### Stadtoberhäupter Kehls seit 1842
- 1842–1848: Martin Gaß
- 1848–1849: Gustav Roos
- 1849–1853: Martin Gaß
- 1853–1872: Schmidt
- 1872–1882: Benz
- 1882–1888: Fingado
- 1888–1902: Schneider
- 1902–1908: Beutter
- 1908–1914: Hermann Dietrich (Nationalliberale Partei)
- 1914–1925: Gustav Weis
- 1925–1929: Emil Kraus
- 1929–1933: Hans Luthmer
- 1933–1934: Alfred Held
- 1934–1945: Alfred Reuter
- 1945–1951: Friedrich Geroldt
- 1951–1960: Ernst Marcello (während dessen Suspendierung: 1952–1955 Fritz Koch, 1955–1957 Erich Burger und 1958–1960 Trudpert Müller)
- 1960–1975: Trudpert Müller (CDU)
- 1975–1998: Detlev Prößdorf (SPD)
- 1998–2014: Günther Petry (SPD)
- 2014–2022: Toni Vetrano (CDU)
- seit 2022: Wolfram Britz (parteilos)

Oberhäupter des Dorfes Kehl bis 1910
- bis 1869: Lieber, Georg Kehret, Matthäus Silber, Jakob Frech und Georg Schanz
- 1869–1871: Gustav Walter
- 1871: Rehfus
- 1871–1872: Durain
- 1872–1906: Georg Kübler
- 1906–1910: Mathias Krauß

### Wappen und Flagge

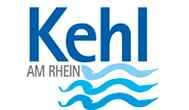
Logo „Kehl am Rhein“

Das Wappen der Stadt Kehl zeigt in Silber einen schwarzen Anker, beseitet von zwei roten Rosen. Die Stadtfarben sind Rot-Weiß.
Das Wappen taucht bereits in den Stadtsiegeln von 1829 auf. Der Anker weist auf die Lage am Rhein (Hafenstadt) hin. Weshalb die Rosen im Wappen zu finden sind, ist nicht bekannt. Sie wurden womöglich als Schmuck beigefügt. Seit 1910, als die Stadt mit dem Dorf Kehl vereinigt wurde, hatte Kehl ein anderes Wappen. Neben dem Anker war das Wappen von Kehl-Dorf, ein vierspeichiges Rad, im Wappen abgebildet, doch verwendete man ab 1934 wieder das alte Wappen mit den Rosen, das auch nach der Gemeindereform weiterhin Gültigkeit hat. Eine offizielle Verleihung gab es nicht.
Das Logo der Stadt ist als Bezug auf den Rhein in Blautönen gehalten.

### Wappen der Ortschaften

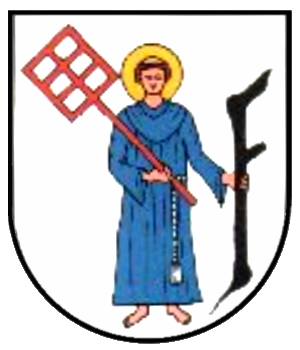
Auenheim
Bodersweier
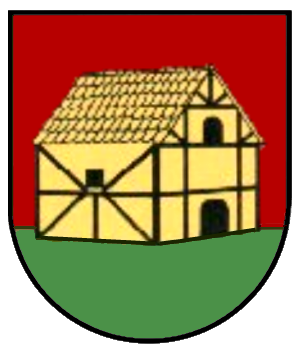
Goldscheuer
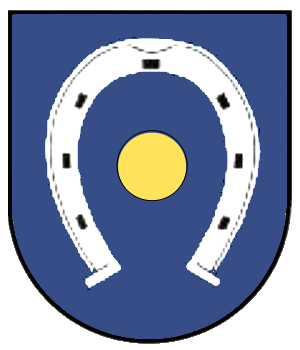
Hohnhurst
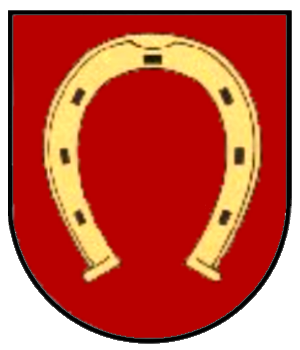
Kork
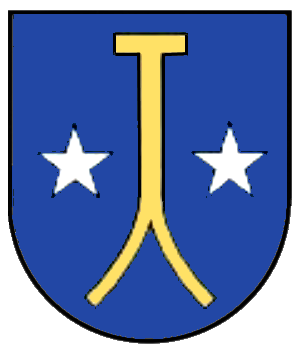
Leutesheim
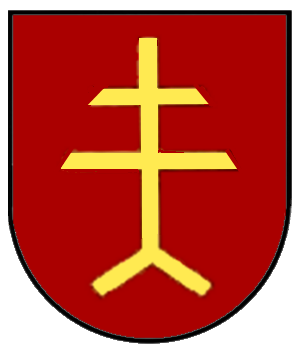
Neumühl
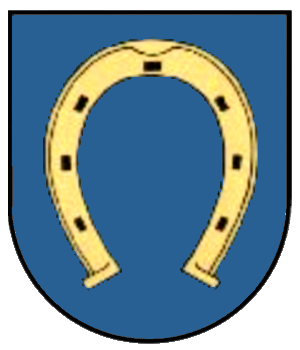
Odelshofen
Querbach
Zierolshofen

### Städtepartnerschaften
Kehl unterhält mit folgenden Städten eine Städtepartnerschaft:
- Montmorency, Île-de-France, Frankreich, seit 1968
- Dinefwr, Carmarthenshire, Vereinigtes Königreich, seit 1995
- Kotor, Montenegro, seit 2000

Die Partnerschaften mit Dinefwr und Kotor werden nicht mehr aktiv gepflegt.
Ein Fahrzeug der Ortenau-S-Bahn trägt den Namen Kehl.

## Kultur und Sehenswürdigkeiten

### Kino und Theater
Theaterdarbietungen gibt es vor allem in der Stadthalle. In Kehl gibt es außerdem eine Mundart-Theatergruppe, das „Alemannische Theater Kehl“. Das ansässige, mit drei Kinosälen ausgestattete Kinocenter wurde seit 1987 mehrmals vom Ministerium für Kunst und Kultur in Stuttgart und dem Bundesministerium des Innern für ein „hervorragendes Jahresfilmprogramm“ ausgezeichnet. 1995 und 2000 erhielt das Kino diese Auszeichnung als eines der fünf besten Kinos Deutschlands.

### Museen

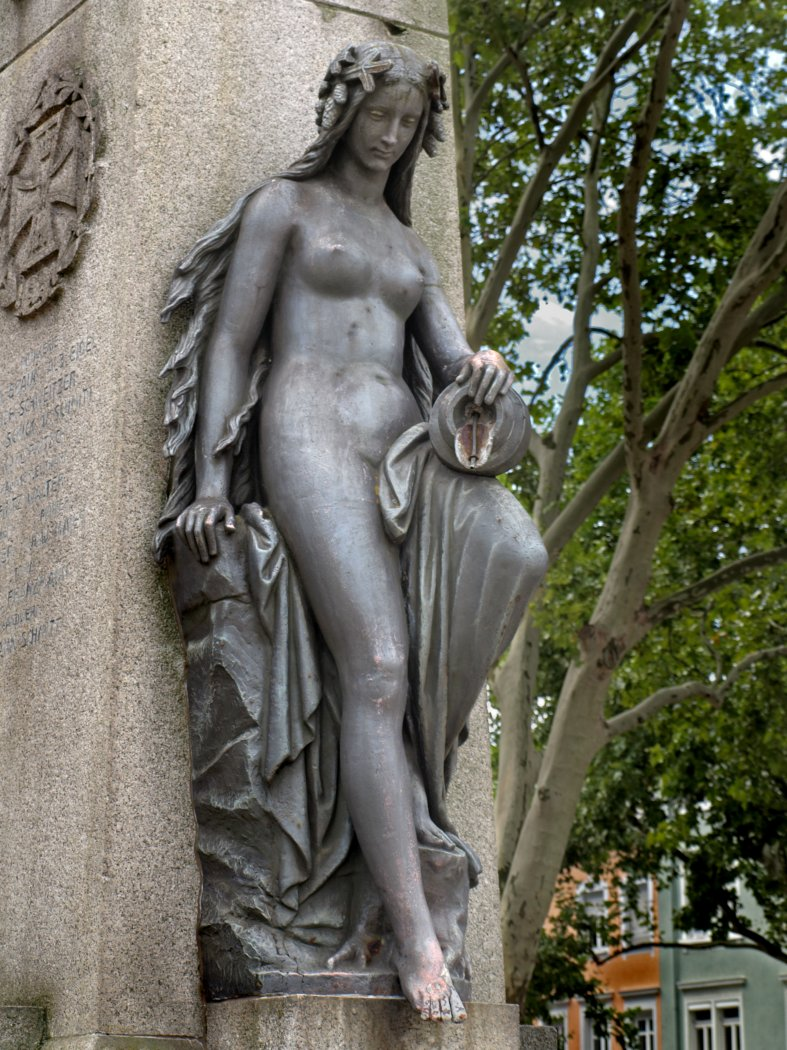
Mutter Kinzig von Franz Xaver Reich

Das Hanauer Museum zeigt die Ur- und Frühgeschichte im Raum Kehl. Im Handwerksmuseum Kork findet man zahlreichen Exponate fast ausgestorbener Berufe, aber auch Ausstellungen zur Dorfgeschichte, zur Fischerei am Oberrhein, zum Münsterbau im Mittelalter, zur Zeitmessung, mit alten Spielzeugen und über den Fachwerkbau. Es ist eines der größten Museen der Region.
In Kehl-Kork liegt das Deutsche Epilepsiemuseum.
In Goldscheuer befindet sich in der Alten Schule ein Heimatmuseum.

### Symbolfigur Mutter Kinzig
Der Bildhauer Franz Xaver Reich schuf die Eisengussfigur „Mutter Kinzig“. Sie stand ursprünglich als Symbol für den Fluss Kinzig in einer Turmnische der 1861 eingeweihten Eisenbahnbrücke. Bei der teilweise Sprengung der Brücke 1870 versank die Skulptur im Rhein, konnte aber später geborgen werden. Sie wurde dann zweckentfremdet als Teil eines Kriegerdenkmals vor dem ehemaligen Rathaus der Stadt aufgestellt. Heute ist die Figur zentral auf dem Marktplatz der Stadt zu sehen.

### Bauwerke

#### Wohn- und Amtsgebäude
Das Rathaus wurde 1910 in einem ab 1815 als Kaserne und Wohnhaus benützten Gebäude eingerichtet und 1921 erweitert. Es zählt zu den schönsten Beispielen für die Verquickung Klassizismus – Neoklassizismus in Baden. Beide Bauphasen wurden konsequent im Weinbrenner-Stil ausgeführt. Die auffälligste Partie, der monumentale Mittelrisalit, entstammt der Bauphase von 1921. Im Jahr 1999 wurden im Giebel des Rathauses Wappen der Kehler Stadtgeschichte von dem Freiburger Restaurator Andreas Bauernfeind neu angebracht.
Als ältestes Gebäude der Innenstadt gilt das sog. Weinbrennerhaus aus dem Jahr 1816, das von Friedrich Weinbrenner und seinem Schüler Friedrich Frinz entworfen wurde. Das ursprünglich als Wohnhaus geplante Gebäude diente von 1886 bis 1916 als amerikanisches Konsulat, heute sind städtische Ämter dort untergebracht.
Auf dem Sockel einer ehemaligen Befestigungsanlage der Eisenbahnbrücke wurde 1914 die Villa Schmidt erbaut. Sie gilt als hervorragendes Beispiel eines aufwändig gestalteten Bürgerhauses und steht daher unter Denkmalschutz. Bis 1944 diente die Villa als Wohnhaus der Familie Ludwig und Agnes Schmidt. 1945 bis 1992 beherbergte sie die französische Militärverwaltung, heute ein Restaurant.

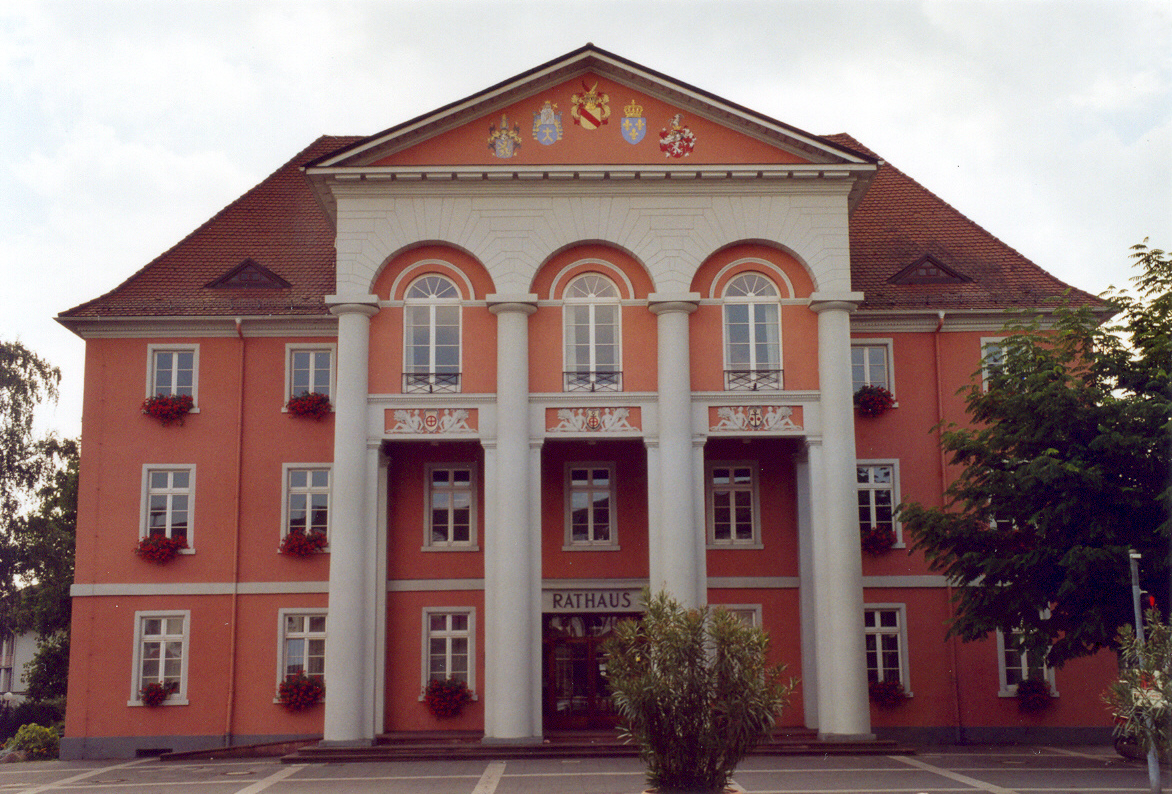
Das Kehler Rathaus
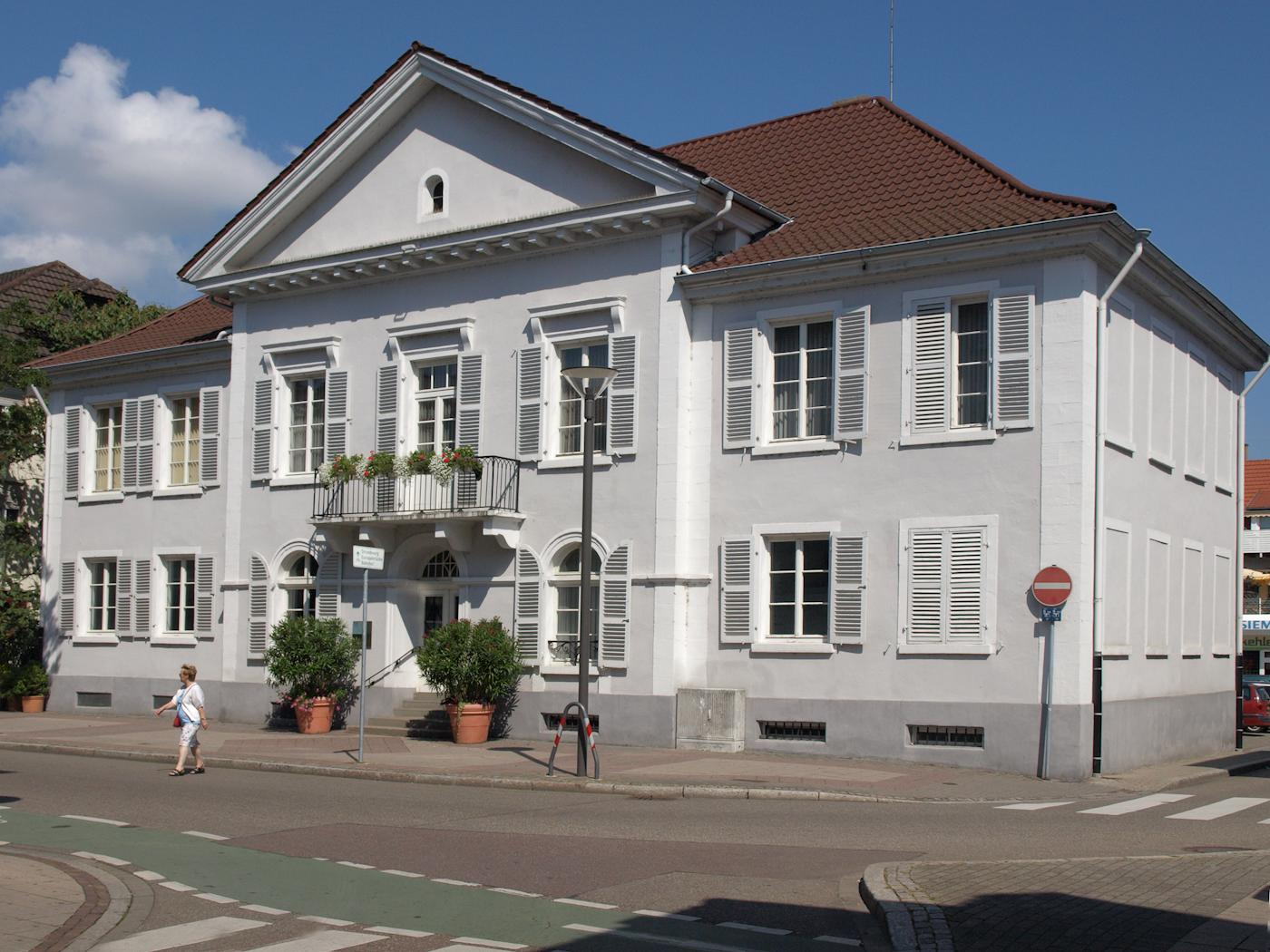
Weinbrennerhaus
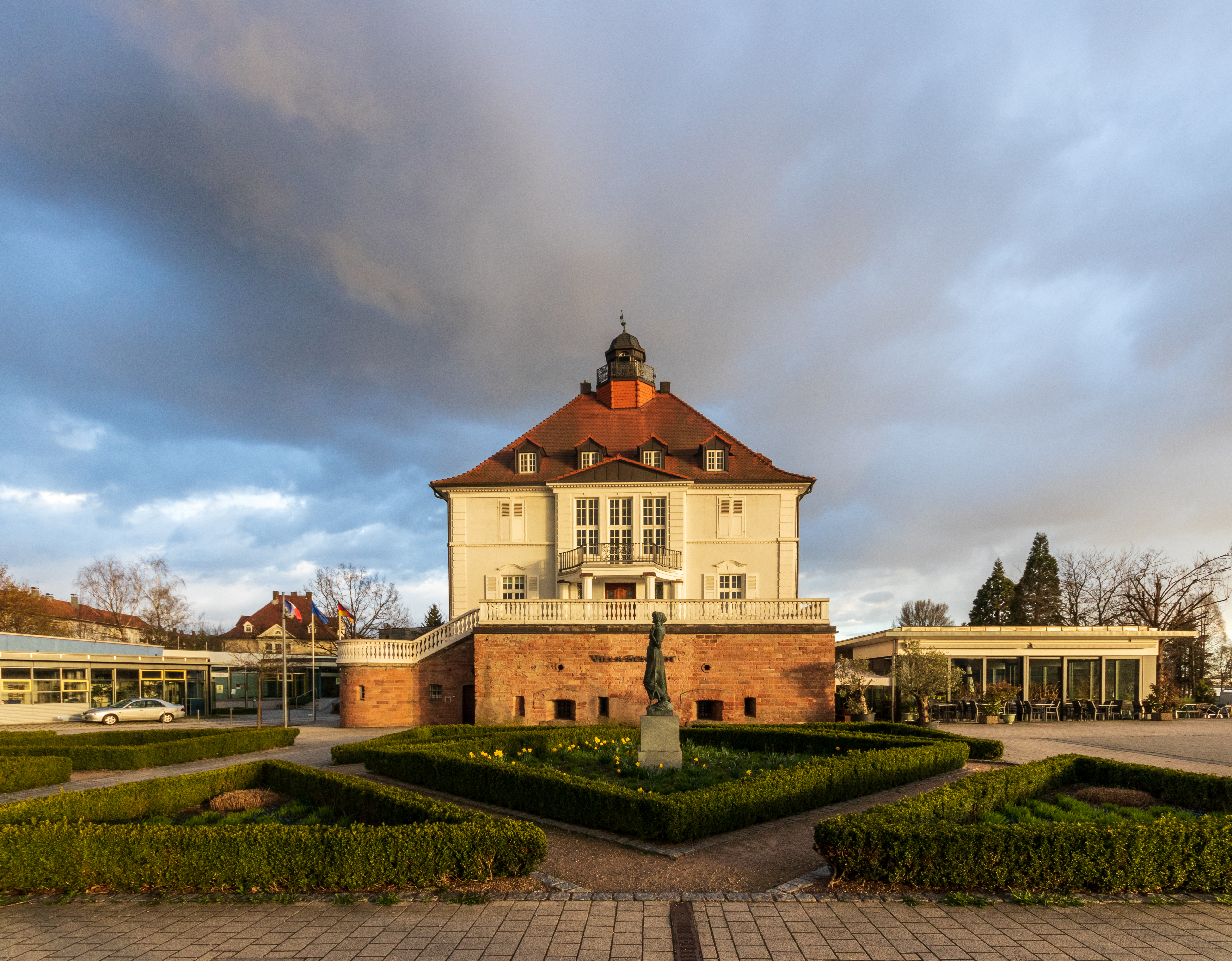
Villa Schmidt
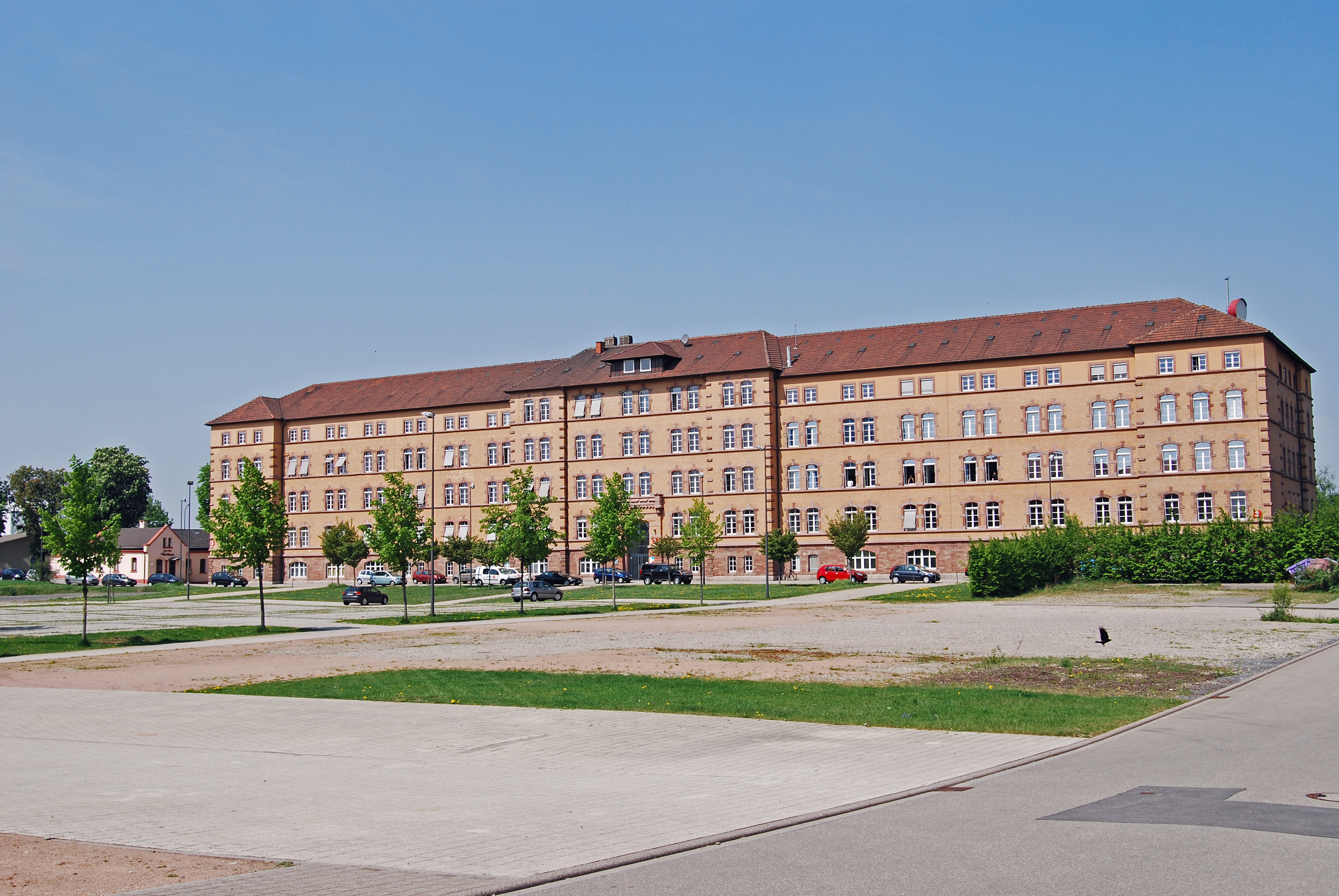
Kasernenplatz

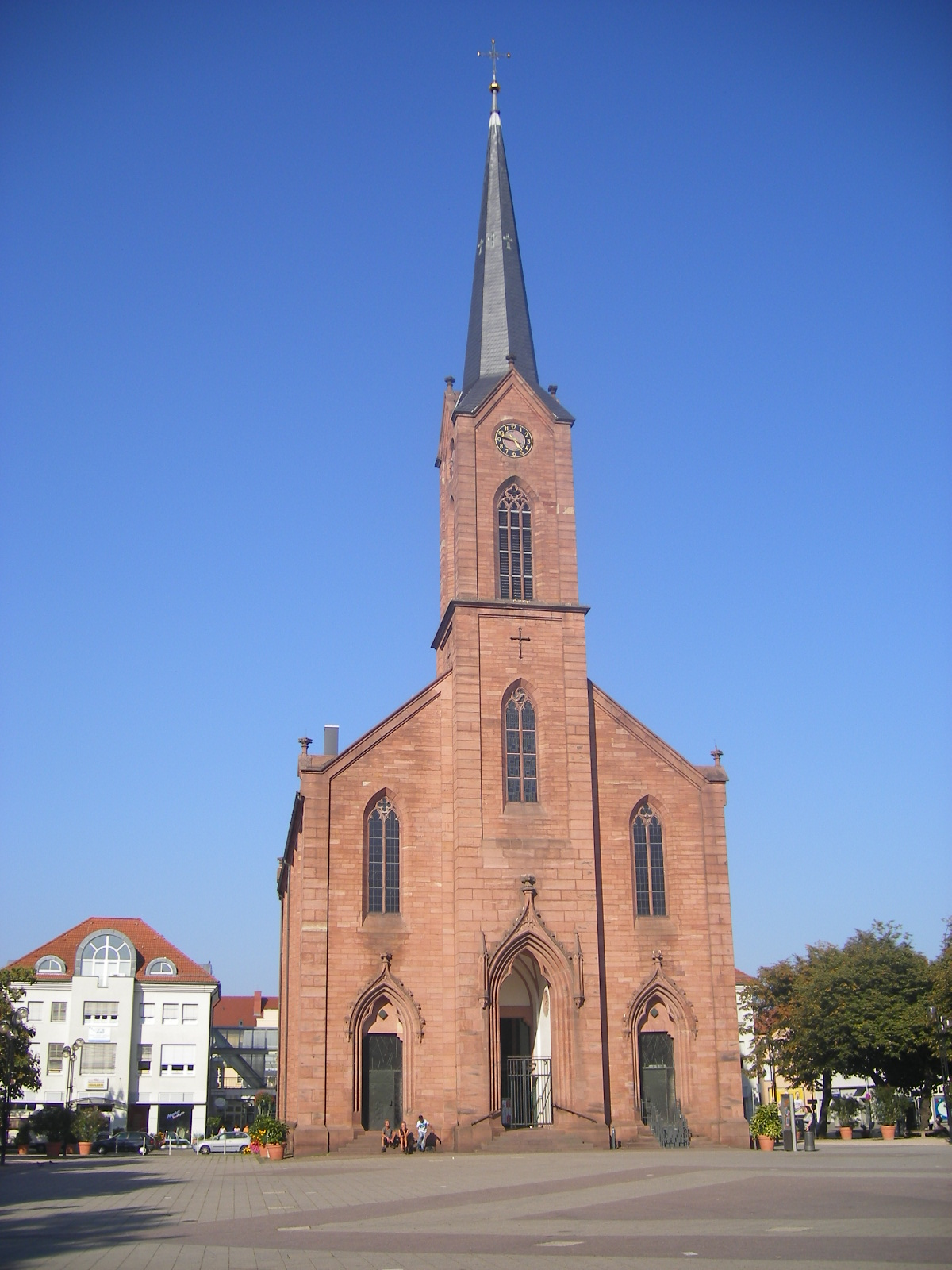
Evangelische Friedenskirche
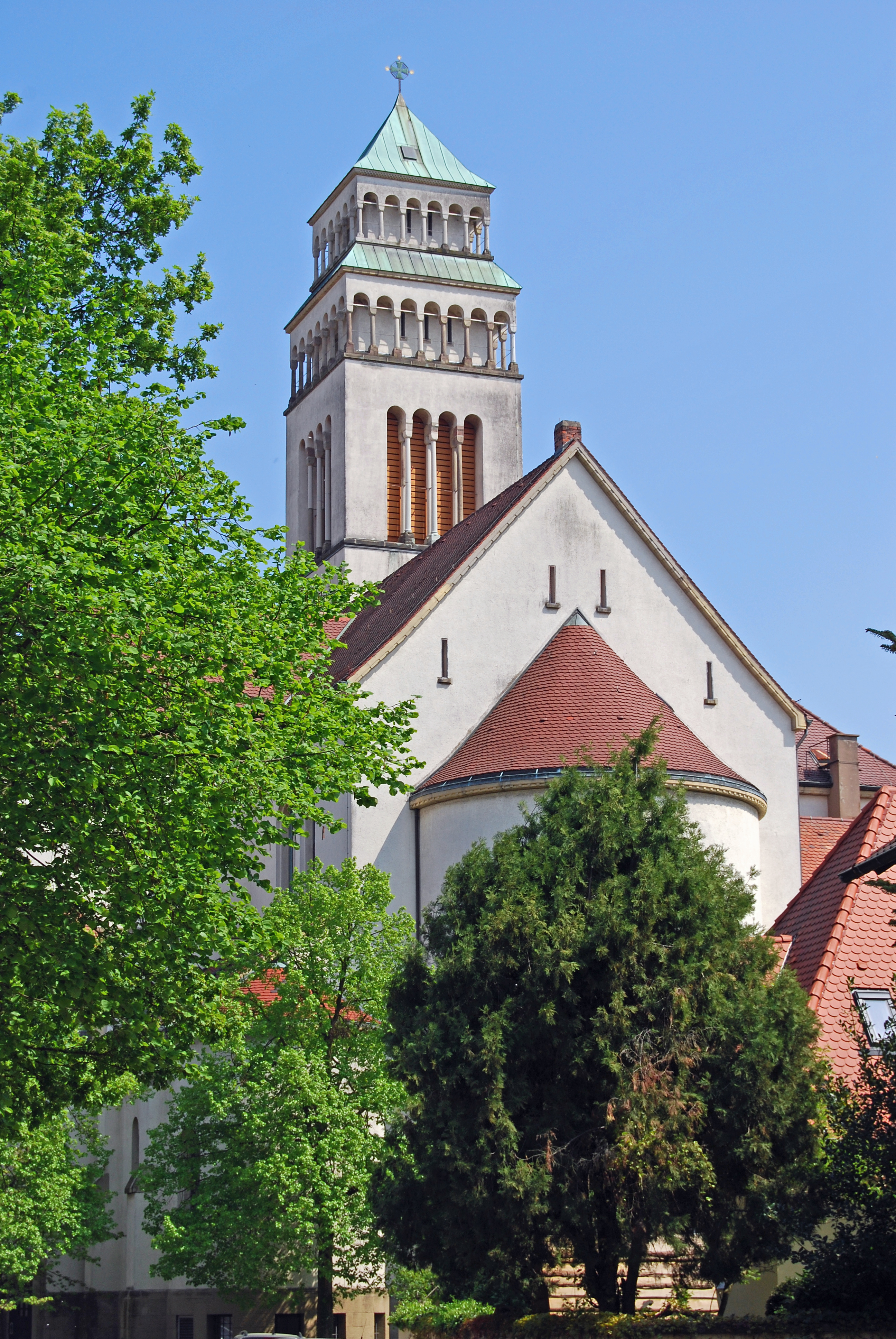
Katholische St.-Nepomukkirche
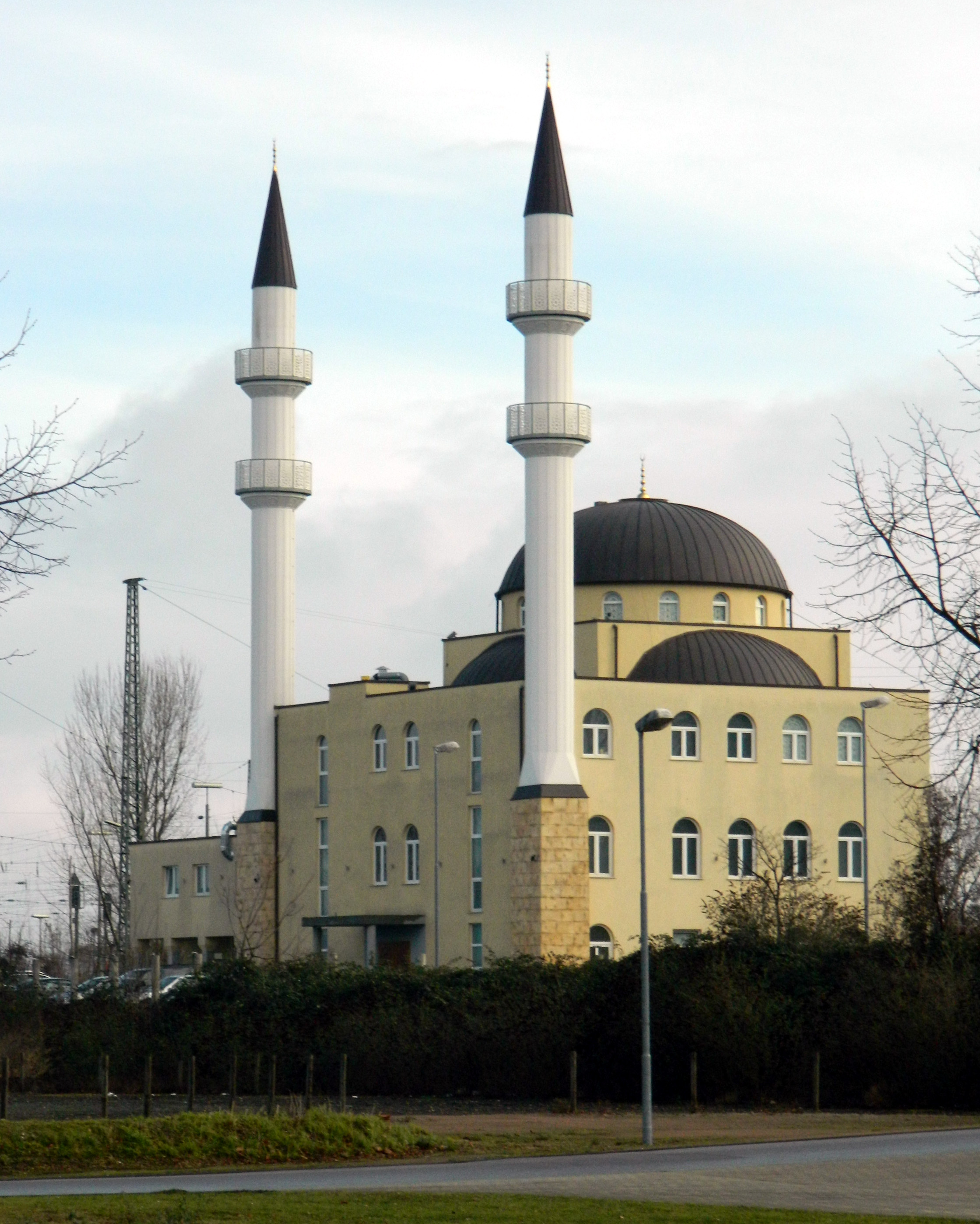
Moschee

#### Sakrale Bauten
Die evangelische Pfarrkirche Kehls im alten Dorf Kehl war ursprünglich die Christuskirche, die 1822 bis 1824 von Hans Voß, einem Schüler von Friedrich Weinbrenner, im klassizistischen Stil anstelle eines Vorgängerbaus errichtet wurde. In der Stadt Kehl gab es auf dem Marktplatz eine 1635 erbaute Filialkirche, die 1678 zerstört wurde. 1817 wurde an dieser Stelle eine Notkirche errichtet, die 1874 abgebrochen wurde. Ihr gegenüber entstand 1874 die – mit gut 30 Metern Länge relativ kurze – heutige evangelische Friedenskirche, die bis 1914 simultan genutzt wurde und seit 1917 evangelische Pfarrkirche ist.
1914 erhielt die katholische Kirchengemeinde ihre eigene Kirche St. Nepomuk nahe dem Altrhein. Der neoromanische Bau wurde von Johannes Schroth errichtet, dem Leiter des Erzbischöflichen Bauamts in Karlsruhe. Eine weitere katholische Kirche ist St. Maria. Weitere evangelische Kirchen sind in Sundheim die Lutherkirche von 1955 und in Kronenhof die Johanneskirche mit Gemeindezentrum von 1980.
Die 1961 erbaute Kirche Maria, Hilfe der Christen in Goldscheuer wurde im Jahr 2011 von dem Graffiti-Künstler Stefan Strumbel neu gestaltet. In den Stadtteilen gibt es weitere folgende Kirchen und Kapellen: Evangelische Kirche Auenheim (erbaut im 17. Jahrhundert mit älterem Turm), evangelische Kirche Bodersweier (romanische Chorturmkirche, 1616 erneuert), katholische Filialkapelle zur Heiligen Maria Kittersburg (erbaut 1928 nach Plänen des Karlsruher Architekten Hermann Alker anstelle eines Vorgängerbaus), katholische Pfarrkirche Marlen (erbaut 1767), evangelische Filialkirche Hohnhurst (erbaut 1855), evangelische Kirche Kork (erbaut 1731/32 mit teilweise gotischem Chor), katholische Herz-Jesu-Kirche Kork (erbaut 1906/07 im neoromanischen Stil), evangelische Kirche Leutesheim (erbaut vor der Reformation, 1740 barockisiert) und evangelische Kirche Neumühl (erbaut 1956).
2007 wurde der Grundstein für die Kehler Moschee gelegt, die sich unweit vom Bahnhof befindet. 2012 fand die Eröffnung des im neo-osmanischen Stil gestalteten Kuppelbaus mit zwei 31 Meter hohen Bleistiftminaretten statt.

#### Brücken, Wasser- und Aussichtstürme

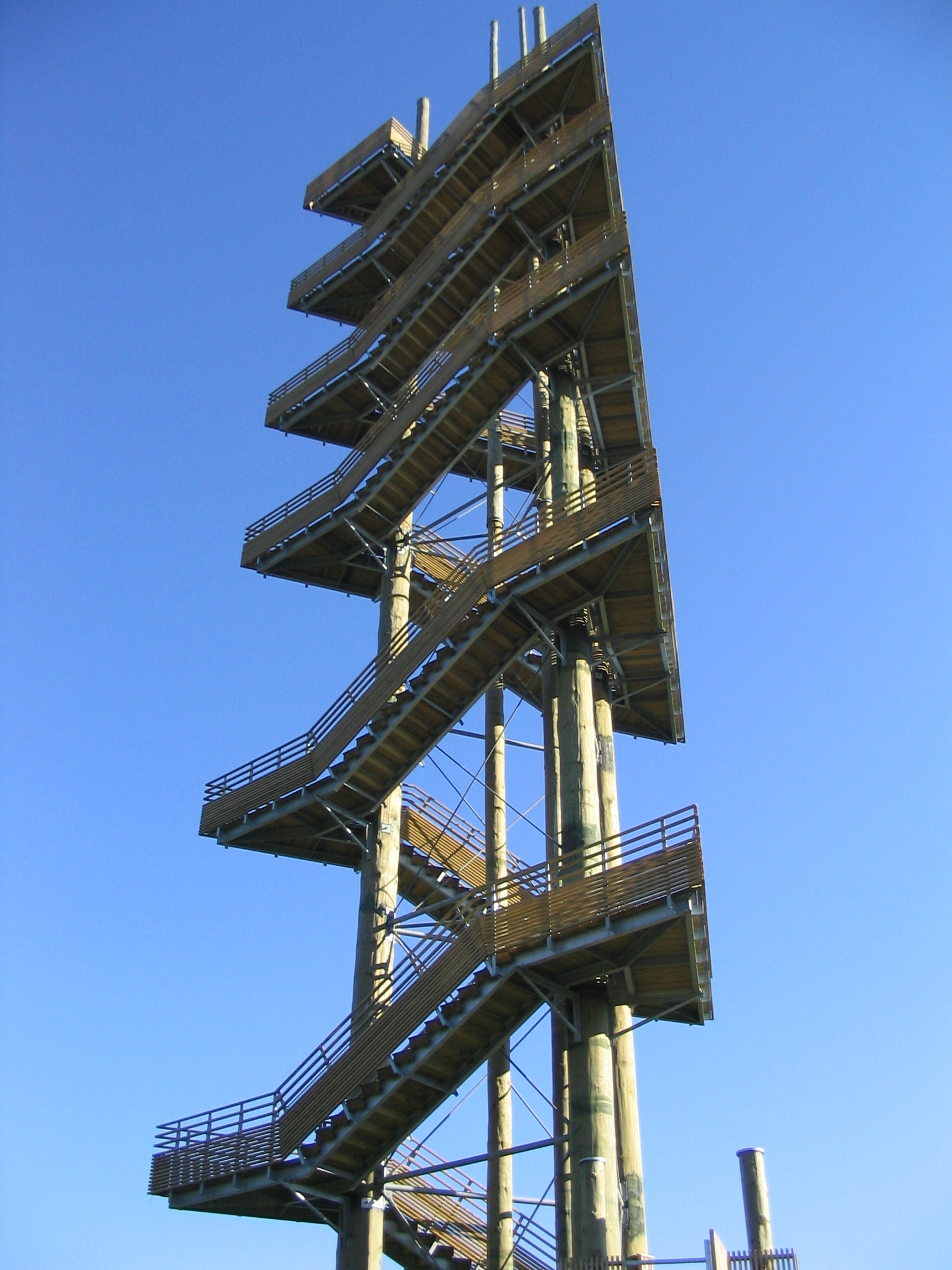
Weißtannenturm auf dem Kehler LGS-Gelände

Der Wasserturm gilt als Wahrzeichen der Stadt.
Am 23. April 2004 wurde die 387 Meter lange Passerelle des Deux Rives eingeweiht. Die 21 Millionen Euro teure Brücke für Fußgänger und Radfahrer verbindet Kehl mit Straßburg im Garten der zwei Ufer. Eine Plattform mit Sitzgelegenheiten stellt die Mitte der Brücke dar.
Für die Landesgartenschau 2004 wurde in Kehl der 44 Meter hohe Weißtannenturm errichtet.

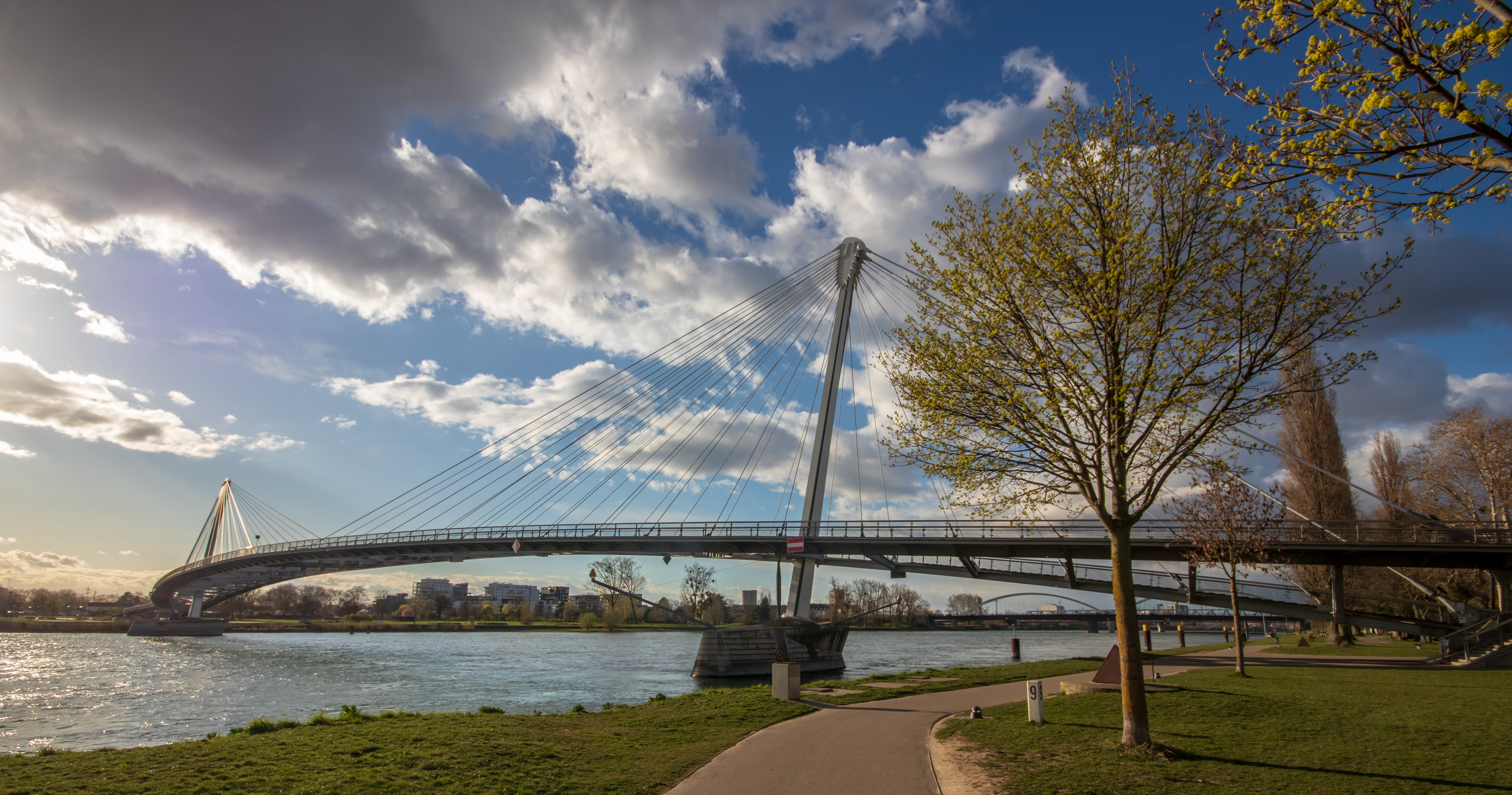
Die Passerelle des Deux Rives in Kehl am Rhein
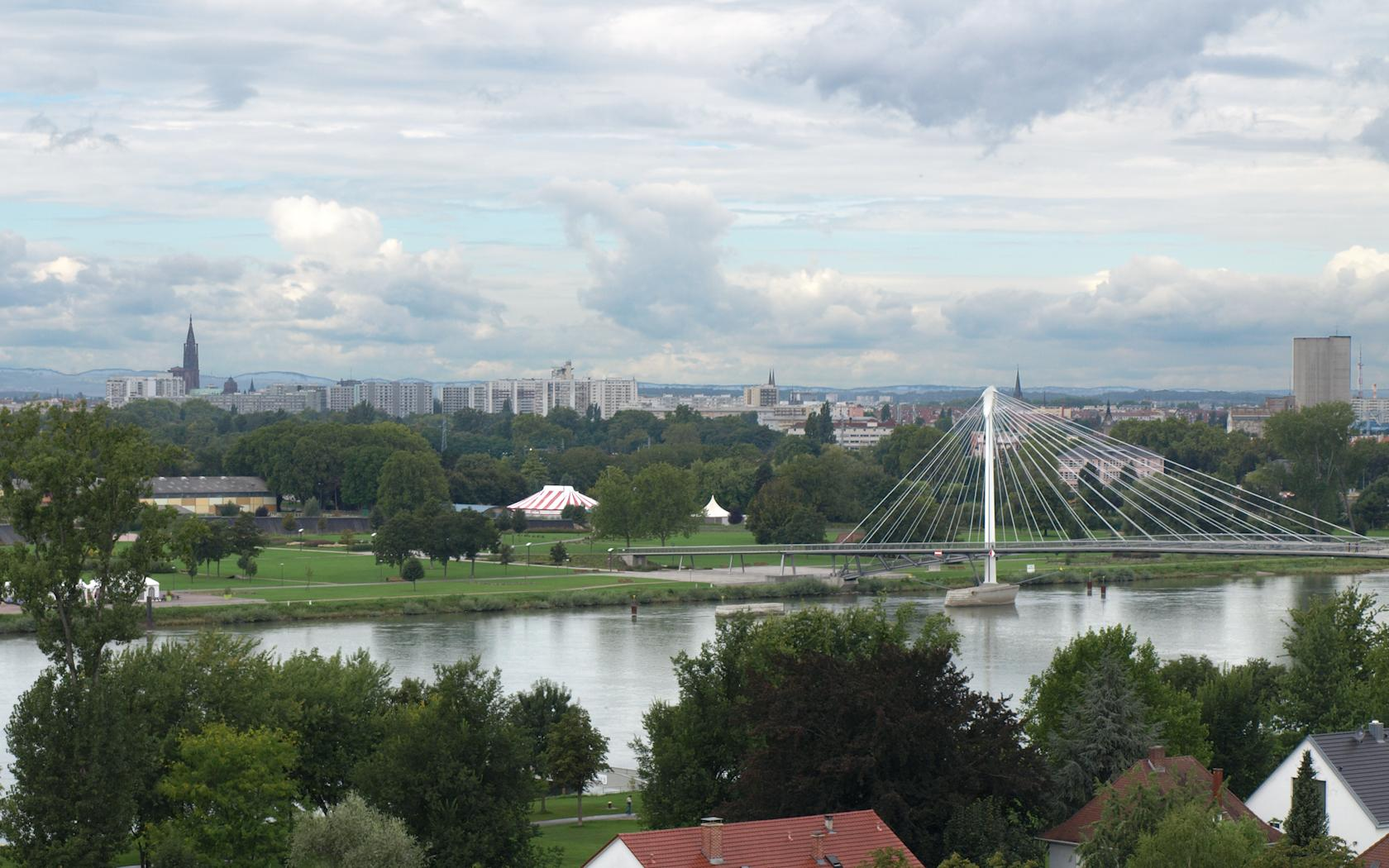
Blick vom Weißtannenturm auf das benachbarte Straßburg

### Parks
Nahe der Fußgängerzone liegt am Kopfende eines innerstädtischen Altrheinarmes der sogenannte Rosengarten, in dem sich ein Denkmal für das Badische Pionier-Bataillon Nr. 14 befindet, das 1881 bis 1918 in Kehl stationiert war.
Ein weiteres parkähnliches Gebiet ist der Garten der zwei Ufer, der sich an den Rheinufern Kehls und Straßburgs erstreckt und durch die Passerelle des deux Rives über den Rhein verbunden ist. Der Garten der zwei Ufer war Bestandteil der Landesgartenschau 2004.
Südlich des Stadtgebietes befindet sich das Kulturwehr, das einen naturbelassenen Pfad für Wanderungen darstellt.

### Sport
Der größte Sportverein Kehls und des Hanauerlands ist die Kehler Turnerschaft von 1845 e. V. Der Verein hat 2.000 Mitglieder und unterhält die zehn Abteilungen Aikidō, Badminton, Baseball (Kehl Mosquitos), Handball, Judo, Karate, Kunstturnen, Radsport, Tischtennis und Volleyball. Der Verein nutzt mit der „KT-Halle“ und der „KT-Arena“ (welche 199 Tribünenplätze besitzt) zwei Turnhallen, so wie den sogenannten „KT-Platz“, der Spielflächen für Baseball und Volleyball bietet.
Der Kehler Fußballverein 07 e. V. (KFV) spielt seit der Saison 2016/17 in der Verbandsliga Südbaden, der sechsthöchsten Spielklasse im deutschen Fußball. Der Verein trägt seine Heimspiele im 12.000 Zuschauer fassenden Rheinstadion aus.
Kehl besitzt zwei Freibäder.

### Regelmäßige Veranstaltungen
Der Kehler Messdi ist mit inzwischen über 50.000 Besuchern jährlich die größte Veranstaltung Kehls. Der Messdi ist ein Volksfest, dessen Angebot aus einer Mischung aus Kultur, Musik und Kulinarischem besteht. Das viertägige Volksfest findet seit über 40 Jahren statt.
Weitere Veranstaltungen:
- Kehler Flugtage
- Wochenmarkt
- Narrendorf (Fastnachtsfest mit Fastnachtsumzug)
- Ostermarkt (Jahrmarkt)
- Kultursommer (mehrere Kulturveranstaltungen in den Sommermonaten)
- Herbstfest (Jahrmarkt und Autopark)
- Weihnachtsmarkt

## Wirtschaft und Infrastruktur

### Verkehr

#### Übersicht

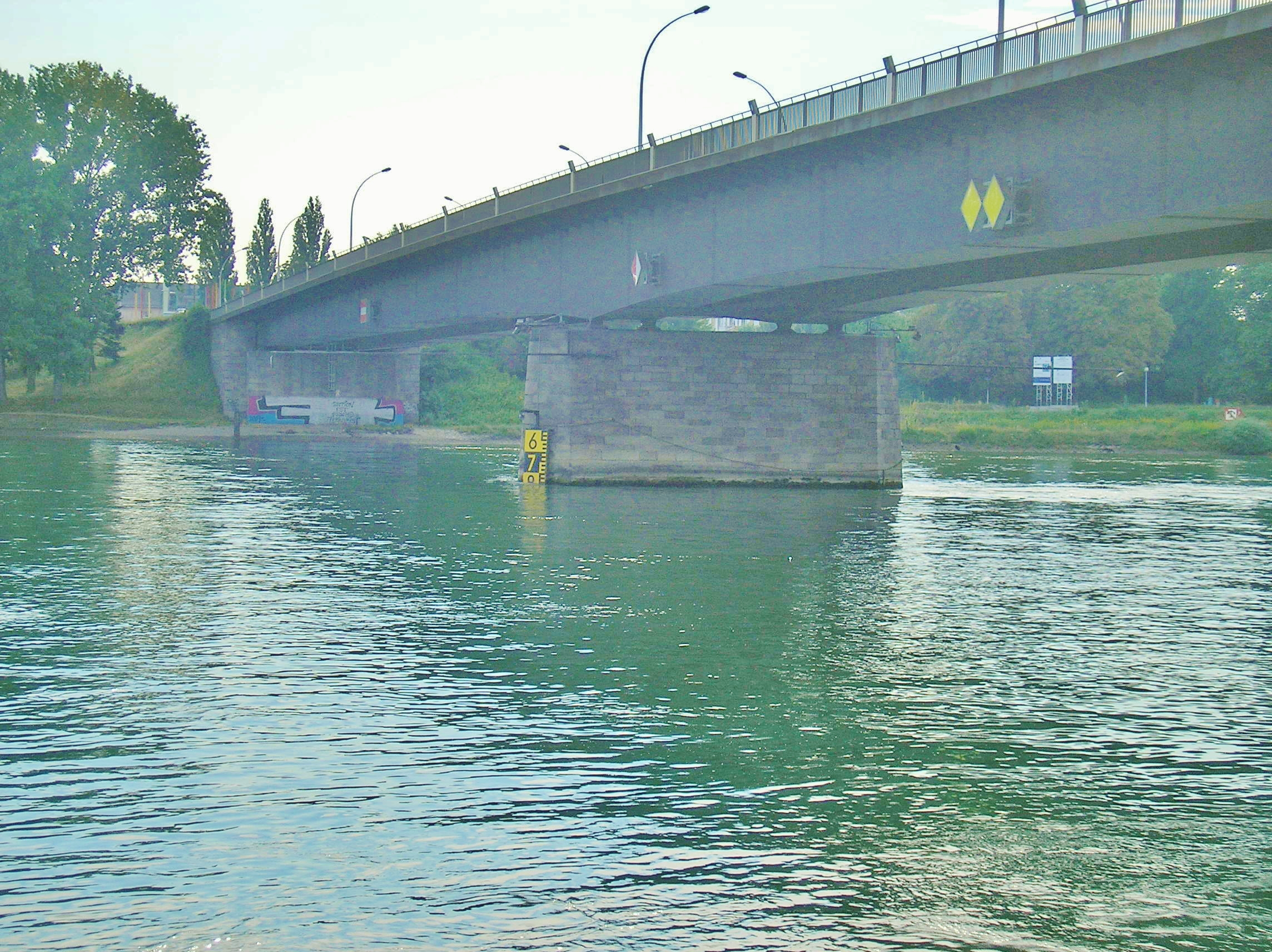
Europabrücke

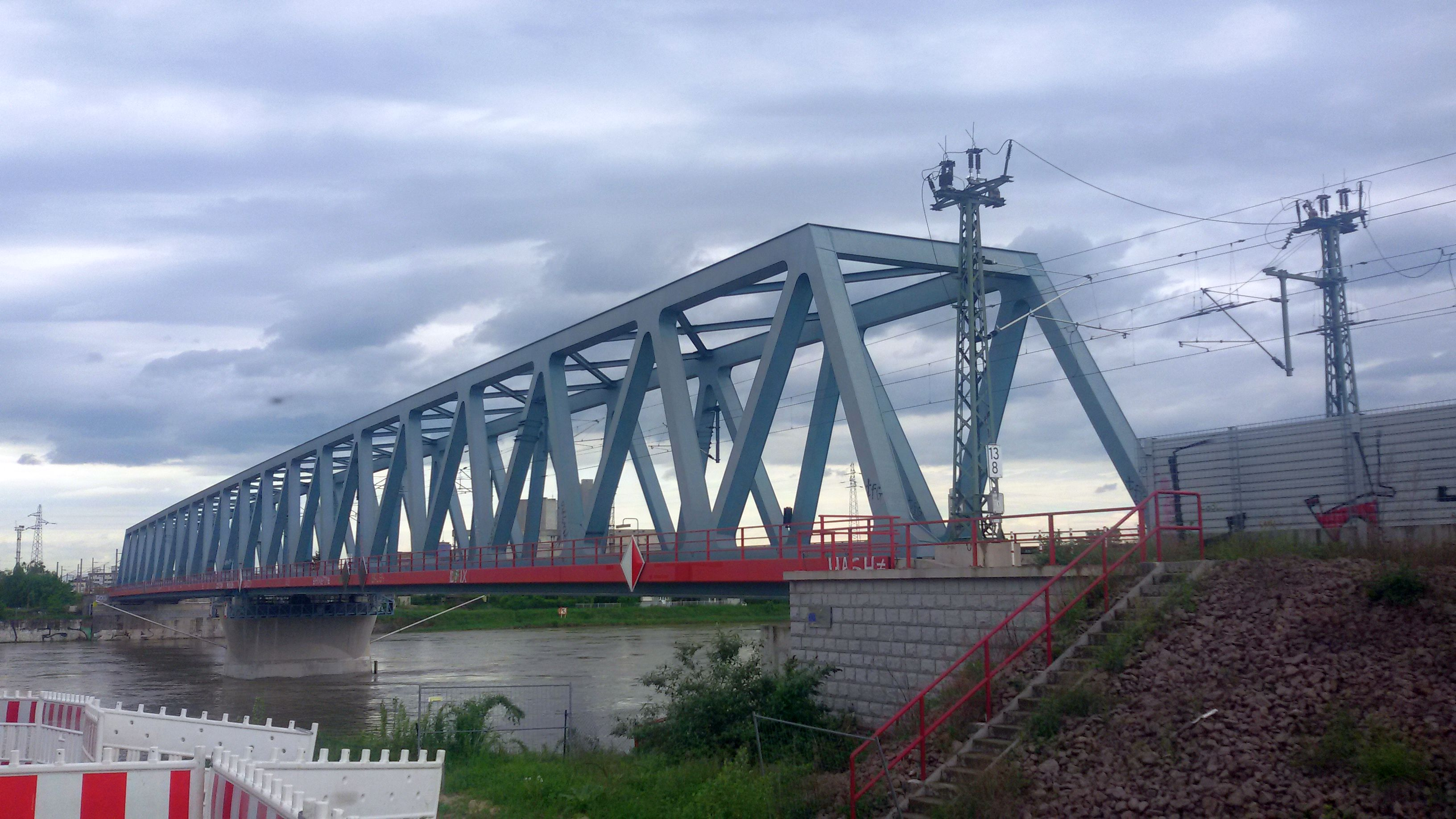
Eisenbahnbrücke

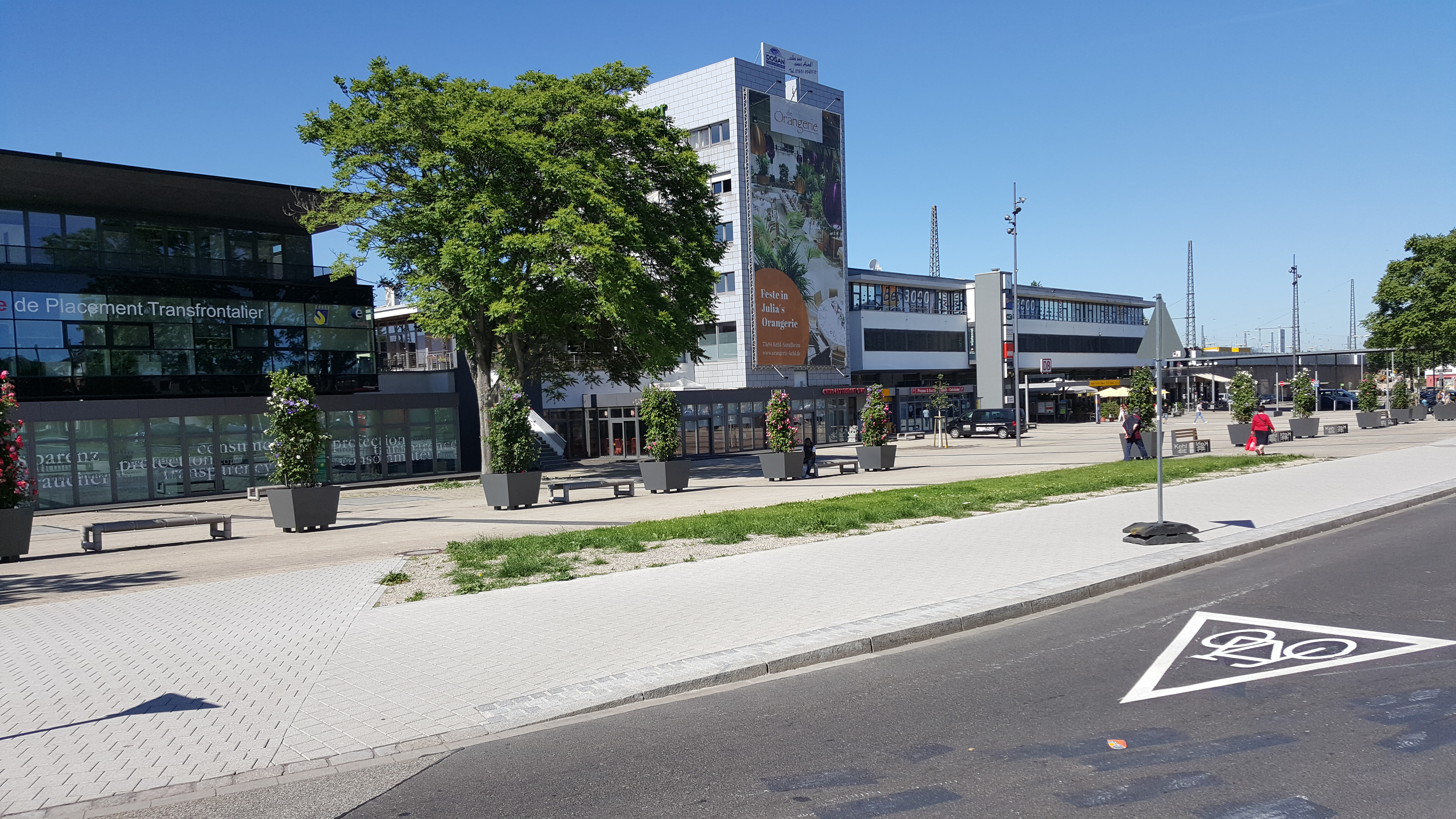
Bahnhof Kehl

Auf Grund der Grenzlage verzeichnet Kehl ein hohes Verkehrsaufkommen. An Wochentagen wird die Europabrücke von rund 36.000 Fahrzeugen befahren (samstags ~42.000), wovon 35 % auf den Transitverkehr entfallen. Auf der Eisenbahnbrücke überqueren täglich 1.600 Passagiere den Rhein. Durch die Verlängerung der Straßenbahn Straßburg nach Kehl wird mit einer Fahrgastverlagerung von über 10.000 Fahrgästen gerechnet.

#### Straßenverkehr
Die Stadt wird von den Bundesstraßen 28 (von Straßburg über den Schwarzwald (unter anderem Freudenstadt) nach Ulm) und der Landesstraße 75 (von Rastatt nach Lahr/Schwarzwald, ehemals Bundesstraße 36) durchzogen.
Über die B 28 ist die Anschlussstelle 54 Appenweier für die Bundesautobahn 5 zu erreichen.
Die K 5373 (von Auenheim nach Diersheim) wird jedes Frühjahr zur „Narzissenstraße“. Zwischen den Ortschaften säumen hunderte Osterglocken links und rechts den Weg. Einige Zwiebelblumen, insbesondere die Tête-à-Tête-Narzissen, wurden von Privatpersonen gesetzt.

#### Eisenbahn
Der Bahnhof Kehl stellt den zentralen Verkehrsknotenpunkt Kehls dar. Er liegt auf der Magistrale für Europa, einer Hochgeschwindigkeitsstrecke, welche von Paris über Straßburg, Stuttgart, München und Wien nach Budapest führt. Der Bahnhof ist für die SWEG, die Richtung Straßburg und in umgekehrter Fahrtrichtung nach Offenburg bzw. Hausach fährt, und den Metro-Rhin der französischen SNCF Haltepunkt. Anschlüsse an den Schnellverkehr von ICE und TGV sowie den Fernverkehr insgesamt gibt es in Offenburg und Straßburg. Während früher noch EuroCitys und Intercitys in Kehl hielten, verlor der Bahnhof Ende 2013 seinen letzten Halt eines Fernverkehrszuges, nachdem mit Einführung des Schengen-Raums die Funktion des Bahnhofs als Grenzbahnhof weitgehend auf innerbetriebliche Aspekte beschränkt worden war. Hinter dem Bahnhof befindet sich seit 2004 ein kostenloser Park-and-ride-Platz.
Auf seiner letzten Fahrt am 12. Dezember 2009 legte der Orient-Express seinen letzten Halt am Kehler Bahnhof ein.

#### Straßenbahn und Bus

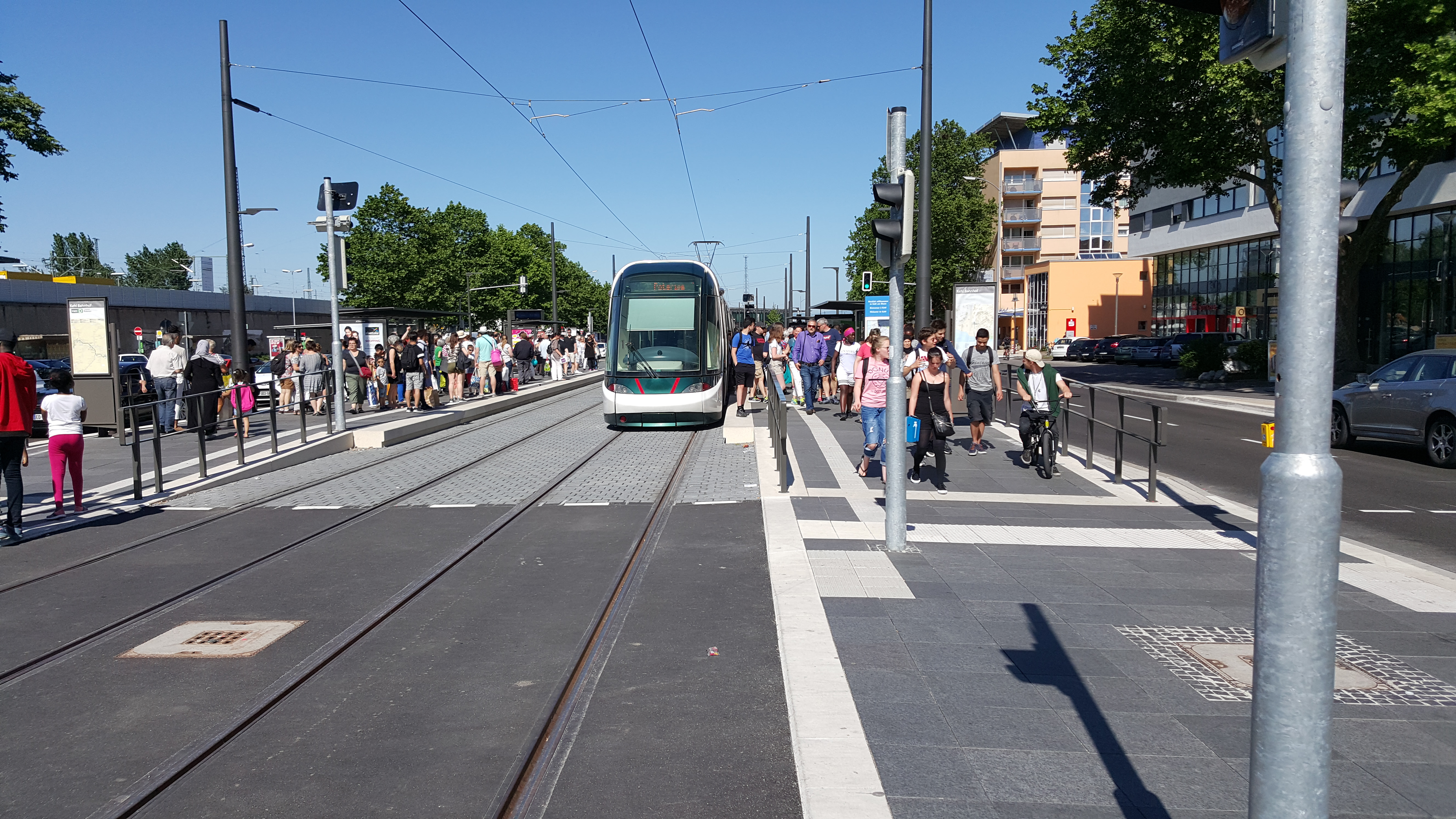
Tramhaltestelle am Bahnhof Kehl

Kehl gehört zum Tarifverbund Ortenau. Den öffentlichen Personennahverkehr (ÖPNV) bedienen neben der oben erwähnten Ortenau-S-Bahn und dem Metro-Rhin mehrere Buslinien der SWEG und des DB-Tochterunternehmens SüdwestBus, unter anderem mehrere Stadtbuslinien.
Am 29. April 2017 wurde die Verlängerung der Linie D der Straßenbahn Straßburg über die neue Rheinbrücke, deren Baubeginn 2014 erfolgte, eröffnet und erhielt einen Haltepunkt am Kehler Bahnhof. Eine weitere Verlängerung bis zum Rathaus Kehl ist seit 23. November 2018 in Betrieb. Die Strecke führt entlang der B 28 und über die sogenannte „Geigerkreuzung“, mit nachfolgender Haltestelle zwischen der Hochschule und dem Parkplatz Läger (inklusive Park & Ride-Platz). Die Gesamtkosten des Projekts werden auf 107 Mio. Euro kalkuliert, wovon 42,8 Mio. Euro auf Kehl entfallen, wovon wiederum 26 Mio. Euro von der Europäischen Union, dem Bund und dem Land Baden-Württemberg gefördert werden. Eine weitere Förderung durch den Ortenaukreis in Höhe von einer Mio. Euro wurde beantragt. Am 17. April 2017 vermeldete die Stadtverwaltung, dass bisher sowohl die Baukosten als auch Fördermittel im geplanten Umfang realisiert werden konnten.
Die Bahnen der Tramlinie D sind zwischen 5 Uhr morgens und 1 Uhr nachts im 12- bis 15-Minuten-Takt (zu den Hauptzeiten) bzw. im 20-Minuten-Takt (Nebenzeiten) in Kehl in Betrieb. Die Linie D durchquert aus Abfahrtsicht Kehl das Straßburger Stadtgebiet in Ost-West-Richtung und erreicht dabei unter anderem den zentralen Linienknotenpunkt Homme de Fer und den Hauptbahnhof.
Direkte Busverbindungen bestehen unter anderem nach Rheinau, Offenburg, Lahr/Schwarzwald, Willstätt und Neuried. Im Zuge der Erweiterung der Tramlinie D ließ die Stadt Kehl von einem Verkehrsplanungsbüro ein Mobilitätskonzept in verschiedenen Varianten erstellen. Hauptpunkt dieses Konzepts war die Schaffung eines Knotenpunktes für den Busverkehr (ausgenommen Fernbusse) am Rathaus Kehl nahe der Endstation der Tram inkl. der Schaffung neuer Stadtbuslinien, engeren Taktzeiten und neuen Haltestellen. Zum Jahresende 2018 nahm dieser Bus-Rendevouz-Platz den Betrieb ebenso auf wie die neu geschaffenen Stadtbuslinien K1, K2, K3, K4, K5 und K10. Ebenso in Betrieb ging das Anruf-Linien-Taxi, ein Linienverkehr auf Abruf außerhalb der regulären Fahrplanzeiten. Nach der Eröffnung der Tramlinie wurde die bisherige Buslinie 21, die Kehl und Straßburg verbunden hatte, eingestellt.

#### Fernbusse
Nach der Jahrtausendwende entwickelte sich der Busbahnhof zum neuen Drehkreuz für den überregionalen und internationalen ÖPV: In Kehl kreuzen sich die Linien 010 (Freiburg – Saarbrücken) und 011 (Konstanz – Dortmund) von Flixbus. Das Unternehmen DeinBus bietet Verbindungen nach Südbaden (Freiburg, Europapark), nach Trier und nach Nordbaden (Mannheim, Heidelberg) an. Durch Eurolines bestehen Direktverbindungen nach Frankreich, Spanien und Polen.

#### Radverkehr
Durch Alltagsrouten aus dem Radnetz Baden-Württemberg ist Kehl 
- über die Stadtteile Neumühl, Kork und Odelshofen und über Willstätt mit Offenburg und mit Appenweier,
- mit Straßburg,
- über die Stadtteile Sundheim, Marlen und Goldscheuer und über Neuried mit Lahr und
- über den Stadtteil Bodersweier mit Rheinau (Ortsteile Linx, Rheinbischofsheim, Freistett) verbunden.

Kehl liegt an der rechtsrheinischen Variante Teil des Rheinradwegs, der von der Quelle des Rheins am Oberalppass im Schweizer Kanton Graubünden bis zur Mündung bei Rotterdam führt. Zwischen Ichenheim und Freistett verläuft meist dicht am Rhein entlang, in Kehl umgeht er den Hafen. Kurz vor dem Beginn des Stadtgebiets verläuft er aber mit Stufen über eine sehr schmale Brücke ("Steinsporebrugg"). Der Radfernweg ist als Eurovelo-Route 15 (Rheinradweg) und als D-Route 8 (Rhein-Route) ausgewiesen.
Der grenzüberschreitende Radweg zu den Forts führt durch die Ortsteile Auenheim, Neumühl und Sundheim. 
Ferner führt der Itinéraire cyclable européen (Europäischer Radwanderweg) Molsheim–Strasbourg–Kehl–Offenburg durch Kehl.
Lahr ist Mitglied der AGFK (Arbeitsgemeinschaft Fahrrad- und Fußverkehrsfreundlicher Kommunen) in Baden-Württemberg.

#### Wanderwege
Die Ortsgruppe Kehl des Schwarzwaldvereins unterhält im rechtsrheinischen Hanauerland ein Netz von ausgeschilderten Wanderwegen von insgesamt über 100 km Länge.

#### Schifffahrt
Der Hafen von Kehl wurde ab dem Jahre 1842 durch die Badische Staatseisenbahnverwaltung als kleine Hafenanlage erbaut und ab 1896 zu einem Umschlaghafen ausgebaut.
Der 320 Hektar große Hafen besitzt drei Hafenbecken mit einer Uferlänge von 12 Kilometern, 16 Kilometern Straße und 42 Kilometern Gleisanlage. 2016 steuerten 3445 Schiffe die Hafenanlage an. Der wasserseitige Güterumschlag betrug 4,07 Millionen Tonnen, davon 66,8 % Stahl- und Eisengüter. Die eigene Rekordmarke von 4,3 Millionen Tonnen wurde im Jahr 2013 erreicht. Der bahnseitige Güterumschlag betrug 2016 2,5 Millionen Tonnen. Insgesamt wurden durch die im Rheinhafen ansässigen Unternehmen Ende 2016 4390 Arbeitnehmer beschäftigt.
Am östlichen Kehler Rheinufer befinden sich rechtsrheinisch die Anlegestellen für die Personenschifffahrt und ein kleiner Yachthafen.

#### Flugplatz
Ein Flugplatz (Graspiste) im Ortsteil Sundheim wird vom Aero Club Kehl betrieben. Am Flugplatz (amtlich „Sonderlandeplatz“) mit dem ICAO-Code EDSK wird Segel- als auch Motorflugsport vereinsmäßig durchgeführt; das zugelassene Höchstabfluggewicht der Flugzeuge beträgt 1250 kg. Darüber hinaus auch Modellflug und der Fallschirmsport. Es gilt die sogenannte PPR Regel.

### Gewerbe und Unternehmen

#### Industrie und Gewerbe
Kehl weist mehrere Gewerbegebiete auf seiner Gemarkung auf. Das größte Gebiet stellt dabei der Rheinhafen dar. Derzeit befinden sich dort über 130 Industrie-Unternehmen, die insgesamt zwischen 4000 und 5000 Arbeitsplätze anbieten. Unter anderem sind das die Badischen Stahlwerke (inklusive der Tochterfirmen wie BSE, BSN, BDW usw.); Eine Niederlassung der Koehler GmbH; Der Wohnmobilhersteller Bürstner GmbH & Co. KG; PressTrade (Druck&Presstechnik); ein Raiffeisen-Kraftfutterwerk; Kehler Druck (Druckerei); Energiecontracting Heidelberg (Holzpellets und Heiztechnik) und Aluminium Yacht- und Stahlbau Gerasch.
Nördlich dem Verlauf der Bundesstraße 28 befindet sich das Gewerbegebiet „Läger“, in dem sich kleinere Unternehmen und der Einzelhandel konzentrieren. Außerdem in Kehl angesiedelt ist der Hauptsitz der Sparkasse Hanauerland.
Weitere, mittelgroße Gewerbegebiete befinden sich in Auenheim („Auenheim-Süd“, mit der Gartner KG oder auch der MSG-Krantechnik GmbH), Goldscheuer (zum Beispiel das Maschinenbauunternehmen Maja (Marel) oder der Gewerbepark „Basic“) und Sundheim.
Vereinzelte kleine Gewerbegebiete befinden sich in den Ortsteilen Bodersweier („Nußbaum GmbH“ oder „ADA Cosmetics“), Leutesheim („Jaco GmbH“), Kork, Marlen und Neumühl.

#### Einzelhandel
In der Kernstadt konzentriert sich der Lebensmitteleinzelhandel im Gewerbegebiet „Läger“. Die Innenstadt selbst, vor allem die Fußgängerzone, ist von Non-Food-Einzelhandel geprägt. Eine Ausnahme stellt das in der nördlichen Innenstadt gelegene „City-Center-Kehl“ dar, das einen größeren Lebensmittelmarkt, ein Elektronikfachgeschäft und Angebote in Form von Kleidungs-, Drogerie- und Restaurantgeschäften bietet.
Im Gewerbegebiet Sundheim befinden sich weitere Discounter sowie das „Rheintalcenter“. Neben einem größeren Lebensmittelmarkt befindet sich dort unter anderem ein Baumarkt.
Die Ortsteile Auenheim, Bodersweier, Goldscheuer/Marlen, Kork und Leutesheim sind mit kleinen Lebensmittelmärkten nahversorgt.

### Medien
In Kehl erscheint als Tageszeitung die Kehler Zeitung, eine lokale Ausgabe der in Offenburg ansässigen Mittelbadischen Presse. Die Kehler Zeitung erscheint für das Gebiet der Städte Kehl und Rheinau sowie für die Gemeinde Willstätt. Sie wurde 1863 von dem Verleger August Morstadt gegründet und gehört heute zu „reiff medien“ in Offenburg.
Daneben unterhält der ebenfalls in Offenburg ansässige Stadtanzeiger-Verlag in Kehl eine Lokalredaktion. Hier entstehen die Lokalausgaben von Stadtanzeiger (mittwochs) und Der Guller (sonntags), zwei wöchentlich erscheinenden und anzeigenfinanzierten Zeitungen in der Teilausgabe Kehl, Rheinau und Willstätt.
Kehl ist seit 1863 Sitz des Morstadt Verlages. Dieser war bis 1978 Verlag der „Kehler Zeitung“.
In Marlen (Stadtteil Goldscheuer) wurden Teile der französischen Serie "Walkyries" gedreht. Mehrfach waren bereits der SWR und die ARD für Drehs zu verschiedenen Folgen des Tatorts und der Serie "Über die Grenze" in Kehl.

### Trinkwasserversorgung und Abwasserentsorgung
Die Gewinnung, Aufbereitung und Verteilung des Trinkwassers wird von den Technischen Diensten Kehl übernommen. Das Trinkwasser für Kehl wird ausschließlich aus Grundwasser aus drei 60 Meter tiefen Brunnen gewonnen im Stadtgebiet. Im Wasserwerk Kehl  erfolgt die Aufbereitung. Durch die Zugabe von Sauerstoff findet die Enteisenung und Entmanganung statt. Eine Desinfektion mit Chlor ist nicht notwendig. Das Wasserwerk wurde im Oktober 1980 in Betrieb genommen. Daneben gibt es vier weitere Wasserwerke mit eigenen Brunnen, die aber mittlerweile allesamt seit den 1980er bzw. frühen 1990er-Jahren nicht mehr fördern (Auenheim, Kork, Bodersweiler und Neumühl). Für Notfälle werden sie aber betriebsbereit gehalten. Auch am Wasserturm ist in Notfällen eine Wasserförderung möglich.
Am Wasserwerk Kehl gibt es einen Wasserspeicher mit 1.000 m³ Fassungsvermögen. Das Leitungsnetz der Stadt ist 180 Kilometer lang.
Im Jahr 2016 verbrauchte ein Einwohner Kehls durchschnittlich 128 Liter Trinkwasser am Tag, was über dem baden-württembergischen Landesdurchschnitt von 119 Litern lag.
Die Gesamthärte des Wassers liegt mit 12,9 °dH im Härtebereich „mittel“. Der Brutto-Verbrauchspreis liegt bei 1,49 Euro je Kubikmeter.
Die Ableitung und Reinigung des anfallenden Abwassers fällt ebenfalls in den Zuständigkeitsbereich der Technischen Dienste. 99,6 % der Stadtbewohner waren 2016 an die Kanalisation angeschlossen. Sie hat im Ortsgebiet eine Länge von 296 Kilometern (davon 24 Kilometer im Mischsystem).
Das Abwasser der Stadt wird in der zentralen Kläranlage  gereinigt. Die Anlage hat eine Ausbaugröße von 48.000 Einwohnerwerten und behandelt jährlich etwa 3,8 Mio. m³ Abwasser im Belebtschlammverfahren. Das gereinigte Wasser wird in den Rhein eingeleitet. Der anfallende Klärschlamm wird verfault, anschließend über Zentrifugen entwässert und in Oberkirch verbrannt. Das bei der Faulung entstehende Klärgas wird zur Strom- und Wärmeerzeugung in zwei Blockheizkraftwerken verwendet. So kann die Anlage 70 % ihres Energiebedarfs selbst decken.

### Gerichte und Behörden

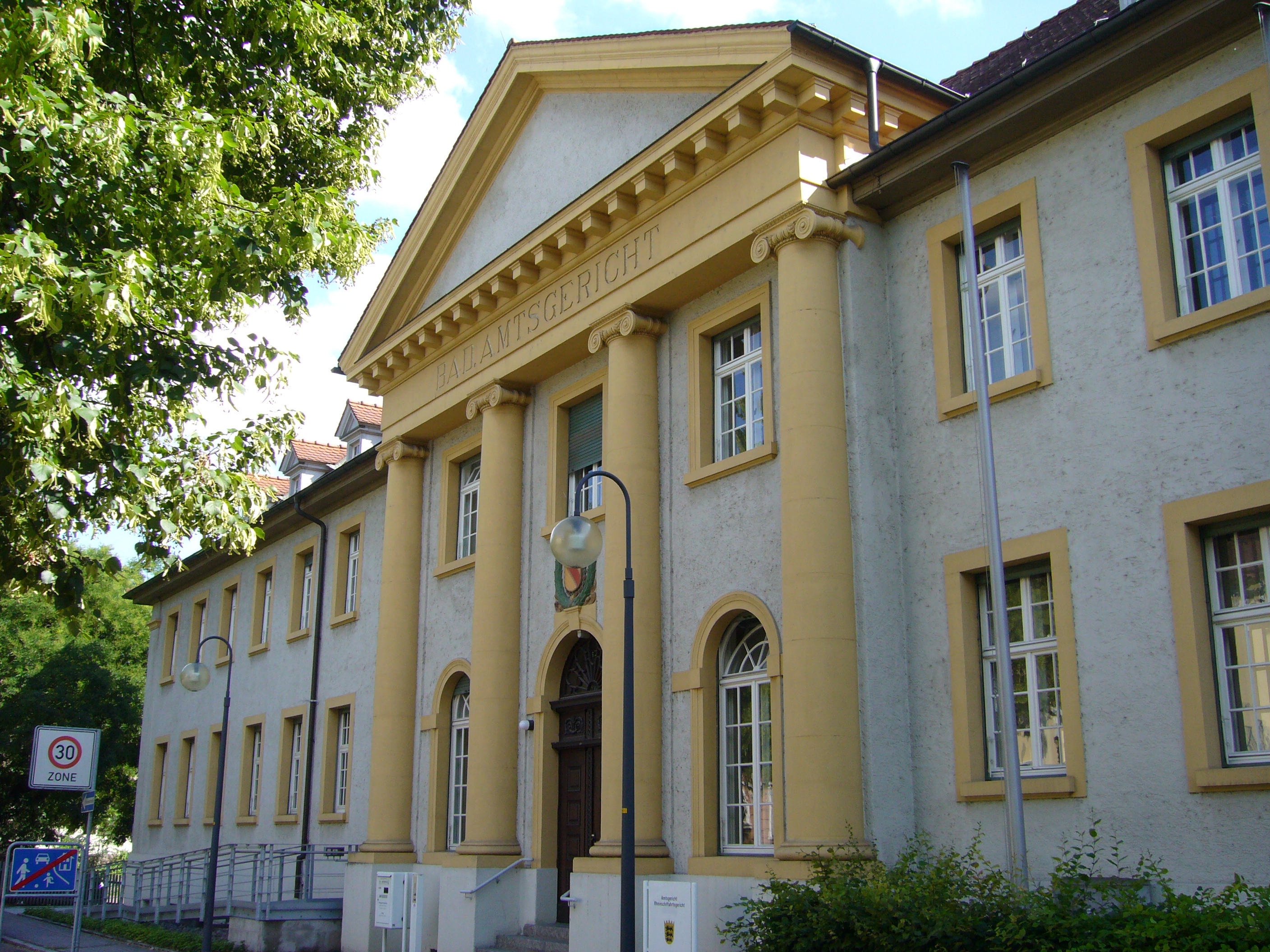
Amtsgericht Kehl

Kehl ist Sitz des Amtsgerichts Kehl, das auch als Rheinschifffahrtsgericht zuständig ist, und eines Notariats, die zum Landgerichtsbezirk Offenburg gehören. Ferner gibt es ein Finanzamt und eine Außenstelle des Landratsamts Ortenaukreis (unter anderem mit Kfz-Zulassungsstelle). Die Stadt ist auch Sitz des Kirchenbezirks Kehl der Evangelischen Landeskirche in Baden.
Kehl ist Sitz eines „Europäischen Kompetenzzentrums“ mit zentralen Einrichtungen für die grenzüberschreitende Zusammenarbeit, darunter die Oberrheinkonferenz, das deutsch-französische Polizeizentrum, das deutsch-französische Verbraucherschutzzentrum (Euro-Info-Verbraucher e. V.), die deutsch-französische Beratungseinrichtung „Infobest Strasbourg-Kehl“ sowie die deutsch-französische Fortbildungseinrichtung „Euroinstitut“.

### Bildung
In Kehl befindet sich seit 1971 eine der beiden Hochschulen für öffentliche Verwaltung des Landes Baden-Württemberg (die andere ist in Ludwigsburg).
Kehl hat zwei Gymnasien (Einstein-Gymnasium und Wirtschafts-Gymnasium), eine Realschule (Tulla-Realschule), eine Förderschule (Albert-Schweitzer-Schule), drei Grund- und Hauptschulen mit Werkrealschule (Hebelschule, Grundschule Goldscheuer und Grund- und Hauptschule Kork), zwei Hauptschulen (Hauptschule Bodersweier und Wilhelm-Hauptschule) sowie sechs Grundschulen (Falkenhausen-Grundschule und Sölling-Grundschule sowie jeweils eine in den Stadtteilen Auenheim, Leutesheim, Marlen und Sundheim).
Im April 2006 wurde das neue Schulgebäude der Tulla-Realschule fertiggestellt.
Der Ortenaukreis ist Träger der Beruflichen Schulen Kehl. Dieser Schulverbund ist 2002 aus einem Zusammenschluss der Kaufmännischen Schule Kehl und der Gewerblichen Schule Kehl hervorgegangen. Die Beruflichen Schulen Kehl umfassen eine Berufsschule, das Berufsvorbereitungsjahr, Berufsfachschulen mit verschiedenen Fachrichtungen, ein Berufskolleg und das oben erwähnte Wirtschaftsgymnasium.
Die Privatschulen „Heilerziehungs- und Krankenpflegeschule Kehl“ sowie „Oberlin-Schulverbund – Schulverbund einer Gemeinschaftsschule und einem SBBZ mit dem Förderschwerpunkt körperliche und motorische Entwicklung am Epilepsiezentrum Kork“ runden das schulische Angebot Kehls ab.

### Gesundheitswesen
In der Kernstadt befindet sich ein Klinikstandort des regionalen Klinikverbundes Ortenau Klinikum. Das Krankenhaus verfügt über 142 Planbetten und verfügt über die Abteilungen Innere Medizin, Allgemeine Chirurgie, Gynäkologie/Geburtshilfe, Hals-Nasen-Ohren-Heilkunde so wie eine Notfallambulanz.
Im Ortsteil Kork befindet sich die Diakonie Kork, die u. a. aus einer Klinik zur Behandlung von Epilepsie, einer Werkstatt für behinderte Menschen, Einrichtungen zum betreuten Wohnen und einer Schule für Kinder und Jugendliche mit körperlicher Behinderung besteht.

## Persönlichkeiten

### Söhne und Töchter der Stadt
- Maximilian Augustinus Christoph Reichsfreiherr von Rodt (1717–1800), Fürstbischof von Konstanz 1775–1799
- Karl von Fabert (1790–1860), badischer Generalmajor
- Karl Gustav Fecht (1813–1891), geboren in Kork, badischer Gymnasialprofessor und Historiker
- Ludwig Maier (1848–1915), Architekt
- Carl Rehfus (1857–1926), auch bekannt als Oberländer, Jagdschriftsteller und Kynologe
- Fritz Hermann (1859–1943), Oberbürgermeister von Offenburg
- Eugen Hamm (1869–1944), Kameramann
- Alfred Groth (1876–1971), Arzt und Sozial-Hygieniker, Autor
- Karl August Tinti (1876–1933), Architekt und Maler
- Heinrich Meng (1887–1972), geboren in Hohnhurst, deutsch-Schweizer Psychoanalytiker
- Julius Bloch (1888–1966), US-amerikanischer Maler und Graphiker deutsch-jüdischer Abstammung, 1893 übergesiedelt nach Philadelphia, PA (USA)
- Albert Peter (1889–1955), Landrat von Lörrach
- Karl Marz (1898–1977), in Zierolshofen geborener Landwirt und Politiker (DemP, FDP)
- Julius Maier (1890–1944), Privatbankier und „Arisierer“ in der Zeit des Nationalsozialismus
- Ludwig Schmidt(-Kehl) (1891–1941), Mediziner und Rassenhygieniker
- Rudolf Belzer (1901–1976), Landrat und Polizeidirektor
- Otto Bischof (1904–1978), Kommunalpolitiker (CDU), Landrat des Landkreises Säckingen, Träger des Verdienstordens der Bundesrepublik Deutschland
- Theophil Stengel (1905–1995), geboren in Bodersweier, Chorleiter, Komponist, Musikwissenschaftler
- Hermann Flick (1905–1944), Fußballspieler
- Leopold Horner (1911–2005), Chemiker und Hochschullehrer
- Werner Kenngott (1934–2016), Maler
- Hartmut Soell (1939–2023), Historiker und Politiker (SPD)
- Georg Nückles (* 1948), Sprinter und Hürdenläufer; u. a. deutscher und europäischer Hallenmeister sowie Olympiateilnehmer
- Jean-Jacques Favier (1949–2023), französischer Astronaut
- Susanne Gerlach (* 1954), Autorin, Trägerin des Journalistenpreises der Deutschen Gesellschaft für Ernährung
- Matthias Kupfer (* 1963), Schauspieler
- Dieter Eckstein (* 1964), Fußballspieler (unter anderem 1. FC Nürnberg), Siebenmaliger Nationalspieler des DFB
- Rainer Schütterle (* 1966), Fußballspieler (unter anderem Karlsruher SC, VfB Stuttgart) sowie Vizepräsident des Karlsruher SC von 2003 bis 2009
- Jannis Plastargias (* 1975), griechisch-deutscher Diplom-Pädagoge, Kulturaktivist, Autor und Blogger
- Christian Dusch (* 1978), Politiker (CDU)
- Tim Ganz (* 1997), Handballspieler
- Mike Singer (* 2000), Popsänger

### Persönlichkeiten, die vor Ort gelebt/gewirkt haben
- Pierre Augustin Caron de Beaumarchais (1732–1799) war ein französischer Unternehmer und Schriftsteller. In Kehl hatte er eine Druckerei, um der Zensur in Frankreich zu entgehen (z. B. beim Druck der Werke von Voltaire).
- Johann Gottlieb Bärstecher (1749–1802) gründete 1782 in Kehl seinen zweiten Verlag, er arbeitete eng zusammen mit de Beaumarchais.
- Karl Drais (1785–1851), Erfinder des Zweiradprinzips, machte im August 1817 die erste Fernfahrt auf seiner Laufmaschine von Karlsruhe hierher: 77 km in 12 h
- Hermann Dietrich (1879–1954), deutscher Politiker (DDP), war von 1908 bis 1914 Bürgermeister von Kehl und 1930/1931 Reichsfinanzminister im Kabinett Brüning I.
- Carl Helmut Steckner (1916–2003), erforschte die Vauban-Festung und Stadtgeschichte.
- Klaus Maria Brandauer (* 1943), österreichischer Bühnen- und Film-Schauspieler, verbrachte in Kehl seine Schulzeit.
- Georges J. F. Köhler (1946–1995) war 1984 Nobelpreisträger in Physiologie und Medizin.
- Torsten Haß (* 1970), Bibliothekar und Schriftsteller, Bibliotheksleiter an der Hochschule Kehl 1997 bis 2014, wirkte von 2006 bis 2013 als Gerichtsreporter für die Kehler Zeitung beim Amtsgericht Kehl.
- Pierre-Hugues Herbert (* 1991), französischer Tennisspieler
- Zweierpasch (gegründet 2012), Band und grenzüberschreitende Bildungsinitiative, Träger des Adenauer-de-Gaulle-Preises 2018, wohnen und wirken seit 2013 in Kehl, Freiburg und Strasbourg.